# Lista de asteroides (355001-356000)
Esta é uma lista parcial de asteroides, do asteroide número 355001 até o 356000, inclusive. Veja também o índice com todas as listas disponíveis.

| Objeto Próximos à Terra | Cinturão de asteroides (interno) | Cinturão de asteroides (externo) | Centauro       |
| Cruzador de Marte       | Cinturão de asteroides (meio)    | Troianos de Júpiter              | Transnetuniano |

Veja mais dados de cada asteroide na ligação externa para o Minor Planet Center na última coluna.
Índice: 355001... 355101... 355201... 355301... 355401... 355501... 355601... 355701... 355801... 355901... 

## 355001–355100
| Designação    | Designação | Descoberta  | Descoberta        | Descobridor(es)     | Categoria | Mais informações / Referência |
| Permanente    | Provisória | Data        | Local             | Descobridor(es)     | Categoria | Mais informações / Referência |
| ------------- | ---------- | ----------- | ----------------- | ------------------- | --------- | ----------------------------- |
| 355001        | 2006 QK19  | 17 ago 2006 | Palomar           | NEAT                | —         | MPC                           |
| 355002        | 2006 QB20  | 18 ago 2006 | Anderson Mesa     | LONEOS              | —         | MPC                           |
| 355003        | 2006 QM20  | 18 ago 2006 | Anderson Mesa     | LONEOS              | Phocaea   | MPC                           |
| 355004        | 2006 QO30  | 21 ago 2006 | Socorro           | LINEAR              | —         | MPC                           |
| 355005        | 2006 QT30  | 22 ago 2006 | Palomar           | NEAT                | —         | MPC                           |
| 355006        | 2006 QY30  | 21 ago 2006 | Socorro           | LINEAR              | —         | MPC                           |
| 355007        | 2006 QP31  | 23 ago 2006 | Pla D'Arguines    | R. Ferrando         | —         | MPC                           |
| 355008        | 2006 QT43  | 18 ago 2006 | Kitt Peak         | Spacewatch          | Eos       | MPC                           |
| 355009        | 2006 QJ45  | 19 ago 2006 | Kitt Peak         | Spacewatch          | —         | MPC                           |
| 355010        | 2006 QN46  | 20 ago 2006 | Palomar           | NEAT                | —         | MPC                           |
| 355011        | 2006 QC80  | 24 ago 2006 | Palomar           | NEAT                | —         | MPC                           |
| 355012        | 2006 QN80  | 24 ago 2006 | Palomar           | NEAT                | —         | MPC                           |
| 355013        | 2006 QE82  | 24 ago 2006 | Haleakalā         | NEAT                | —         | MPC                           |
| 355014        | 2006 QX87  | 27 ago 2006 | Kitt Peak         | Spacewatch          | —         | MPC                           |
| 355015        | 2006 QC103 | 19 ago 2006 | Kitt Peak         | Spacewatch          | —         | MPC                           |
| 355016        | 2006 QC104 | 27 ago 2006 | Kitt Peak         | Spacewatch          | —         | MPC                           |
| 355017        | 2006 QS108 | 28 ago 2006 | Catalina          | CSS                 | —         | MPC                           |
| 355018        | 2006 QE113 | 24 ago 2006 | Socorro           | LINEAR              | —         | MPC                           |
| 355019        | 2006 QY115 | 27 ago 2006 | Anderson Mesa     | LONEOS              | —         | MPC                           |
| 355020        | 2006 QH116 | 27 ago 2006 | Anderson Mesa     | LONEOS              | —         | MPC                           |
| 355021        | 2006 QM137 | 31 ago 2006 | Eskridge          | Farpoint Obs.       | —         | MPC                           |
| 355022 Triman | 2006 QW142 | 31 ago 2006 | Ottmarsheim       | C. Rinner           | —         | MPC                           |
| 355023        | 2006 QP145 | 18 ago 2006 | Kitt Peak         | Spacewatch          | —         | MPC                           |
| 355024        | 2006 QD150 | 19 ago 2006 | Kitt Peak         | Spacewatch          | —         | MPC                           |
| 355025        | 2006 QC168 | 30 ago 2006 | Anderson Mesa     | LONEOS              | Eos       | MPC                           |
| 355026        | 2006 QE169 | 31 ago 2006 | Črni Vrh          | Črni Vrh            | —         | MPC                           |
| 355027        | 2006 QO182 | 28 ago 2006 | Apache Point      | A. C. Becker        | —         | MPC                           |
| 355028        | 2006 QM187 | 18 ago 2006 | Palomar           | NEAT                | —         | MPC                           |
| 355029 Herve  | 2006 RH    | 1 set 2006  | Ottmarsheim       | C. Rinner           | —         | MPC                           |
| 355030        | 2006 RR2   | 12 set 2006 | Socorro           | LINEAR              | —         | MPC                           |
| 355031        | 2006 RG21  | 15 set 2006 | Kitt Peak         | Spacewatch          | Themis    | MPC                           |
| 355032        | 2006 RQ24  | 25 mai 2006 | Mount Lemmon      | Mount Lemmon Survey | —         | MPC                           |
| 355033        | 2006 RC26  | 14 set 2006 | Kitt Peak         | Spacewatch          | Phocaea   | MPC                           |
| 355034        | 2006 RT45  | 14 set 2006 | Kitt Peak         | Spacewatch          | —         | MPC                           |
| 355035        | 2006 RV45  | 14 set 2006 | Kitt Peak         | Spacewatch          | —         | MPC                           |
| 355036        | 2006 RT65  | 14 set 2006 | Catalina          | CSS                 | —         | MPC                           |
| 355037        | 2006 RA67  | 15 set 2006 | Kitt Peak         | Spacewatch          | —         | MPC                           |
| 355038        | 2006 RF77  | 15 set 2006 | Kitt Peak         | Spacewatch          | —         | MPC                           |
| 355039        | 2006 RS98  | 15 set 2006 | Kitt Peak         | Spacewatch          | —         | MPC                           |
| 355040        | 2006 RZ99  | 14 set 2006 | Palomar           | NEAT                | —         | MPC                           |
| 355041        | 2006 RR110 | 19 set 2006 | Kitt Peak         | Spacewatch          | —         | MPC                           |
| 355042        | 2006 RU114 | 14 set 2006 | Mauna Kea         | J. Masiero          | —         | MPC                           |
| 355043        | 2006 SG3   | 16 set 2006 | Anderson Mesa     | LONEOS              | —         | MPC                           |
| 355044        | 2006 SU8   | 17 set 2006 | Socorro           | LINEAR              | —         | MPC                           |
| 355045        | 2006 SZ17  | 17 set 2006 | Kitt Peak         | Spacewatch          | Phocaea   | MPC                           |
| 355046        | 2006 SO19  | 18 set 2006 | Siding Spring     | SSS                 | —         | MPC                           |
| 355047        | 2006 SR23  | 29 ago 2006 | Kitt Peak         | Spacewatch          | —         | MPC                           |
| 355048        | 2006 SF55  | 18 set 2006 | Catalina          | CSS                 | —         | MPC                           |
| 355049        | 2006 SG61  | 19 set 2006 | Catalina          | CSS                 | —         | MPC                           |
| 355050        | 2006 SG67  | 19 set 2006 | Kitt Peak         | Spacewatch          | —         | MPC                           |
| 355051        | 2006 SJ70  | 19 set 2006 | Kitt Peak         | Spacewatch          | —         | MPC                           |
| 355052        | 2006 SM95  | 18 set 2006 | Kitt Peak         | Spacewatch          | —         | MPC                           |
| 355053        | 2006 SR99  | 18 set 2006 | Kitt Peak         | Spacewatch          | —         | MPC                           |
| 355054        | 2006 SW105 | 15 set 2006 | Kitt Peak         | Spacewatch          | —         | MPC                           |
| 355055        | 2006 SO123 | 28 ago 2006 | Lulin Observatory | Lulin Obs.          | —         | MPC                           |
| 355056        | 2006 SR144 | 19 set 2006 | Kitt Peak         | Spacewatch          | —         | MPC                           |
| 355057        | 2006 SU152 | 19 set 2006 | Kitt Peak         | Spacewatch          | Phocaea   | MPC                           |
| 355058        | 2006 SJ156 | 23 set 2006 | Kitt Peak         | Spacewatch          | —         | MPC                           |
| 355059        | 2006 SJ159 | 23 set 2006 | Kitt Peak         | Spacewatch          | —         | MPC                           |
| 355060        | 2006 SA167 | 25 set 2006 | Kitt Peak         | Spacewatch          | —         | MPC                           |
| 355061        | 2006 SN172 | 25 set 2006 | Kitt Peak         | Spacewatch          | —         | MPC                           |
| 355062        | 2006 SE181 | 25 set 2006 | Mount Lemmon      | Mount Lemmon Survey | —         | MPC                           |
| 355063        | 2006 SZ191 | 26 set 2006 | Mount Lemmon      | Mount Lemmon Survey | —         | MPC                           |
| 355064        | 2006 SF194 | 26 set 2006 | Kitt Peak         | Spacewatch          | —         | MPC                           |
| 355065        | 2006 SE195 | 26 set 2006 | Mount Lemmon      | Mount Lemmon Survey | —         | MPC                           |
| 355066        | 2006 SJ199 | 15 set 2006 | Kitt Peak         | Spacewatch          | —         | MPC                           |
| 355067        | 2006 SD209 | 18 set 2006 | Catalina          | CSS                 | —         | MPC                           |
| 355068        | 2006 SC219 | 27 set 2006 | Kitt Peak         | Spacewatch          | —         | MPC                           |
| 355069        | 2006 SA221 | 25 set 2006 | Mount Lemmon      | Mount Lemmon Survey | —         | MPC                           |
| 355070        | 2006 SV222 | 25 set 2006 | Mount Lemmon      | Mount Lemmon Survey | —         | MPC                           |
| 355071        | 2006 SS229 | 26 set 2006 | Kitt Peak         | Spacewatch          | —         | MPC                           |
| 355072        | 2006 SQ241 | 26 set 2006 | Mount Lemmon      | Mount Lemmon Survey | —         | MPC                           |
| 355073        | 2006 SL255 | 16 set 2006 | Kitt Peak         | Spacewatch          | —         | MPC                           |
| 355074        | 2006 ST262 | 26 set 2006 | Mount Lemmon      | Mount Lemmon Survey | —         | MPC                           |
| 355075        | 2006 SJ264 | 26 set 2006 | Kitt Peak         | Spacewatch          | —         | MPC                           |
| 355076        | 2006 SP268 | 26 set 2006 | Kitt Peak         | Spacewatch          | —         | MPC                           |
| 355077        | 2006 SK285 | 28 set 2006 | Catalina          | CSS                 | —         | MPC                           |
| 355078        | 2006 SE304 | 27 set 2006 | Mount Lemmon      | Mount Lemmon Survey | —         | MPC                           |
| 355079        | 2006 SA311 | 17 set 2006 | Kitt Peak         | Spacewatch          | —         | MPC                           |
| 355080        | 2006 SR319 | 27 set 2006 | Kitt Peak         | Spacewatch          | —         | MPC                           |
| 355081        | 2006 SO341 | 28 set 2006 | Kitt Peak         | Spacewatch          | —         | MPC                           |
| 355082        | 2006 SF342 | 28 set 2006 | Kitt Peak         | Spacewatch          | Maria     | MPC                           |
| 355083        | 2006 SK347 | 28 set 2006 | Kitt Peak         | Spacewatch          | —         | MPC                           |
| 355084        | 2006 SZ347 | 28 set 2006 | Kitt Peak         | Spacewatch          | Themis    | MPC                           |
| 355085        | 2006 SG378 | 18 set 2006 | Apache Point      | A. C. Becker        | —         | MPC                           |
| 355086        | 2006 SQ384 | 29 set 2006 | Apache Point      | A. C. Becker        | —         | MPC                           |
| 355087        | 2006 SS392 | 26 set 2006 | Kitt Peak         | Spacewatch          | —         | MPC                           |
| 355088        | 2006 SO399 | 17 set 2006 | Kitt Peak         | Spacewatch          | Pallas    | MPC                           |
| 355089        | 2006 SX401 | 25 set 2006 | Catalina          | CSS                 | —         | MPC                           |
| 355090        | 2006 SU406 | 19 set 2006 | Catalina          | CSS                 | —         | MPC                           |
| 355091        | 2006 SD409 | 30 set 2006 | Mount Lemmon      | Mount Lemmon Survey | —         | MPC                           |
| 355092        | 2006 TX    | 1 jan 2006  | Great Shefford    | P. Birtwhistle      | —         | MPC                           |
| 355093        | 2006 TL12  | 4 out 2006  | Mount Lemmon      | Mount Lemmon Survey | —         | MPC                           |
| 355094        | 2006 TQ14  | 11 out 2006 | Kitt Peak         | Spacewatch          | Maria     | MPC                           |
| 355095        | 2006 TO29  | 12 out 2006 | Kitt Peak         | Spacewatch          | —         | MPC                           |
| 355096        | 2006 TE46  | 12 out 2006 | Kitt Peak         | Spacewatch          | —         | MPC                           |
| 355097        | 2006 TZ47  | 12 out 2006 | Kitt Peak         | Spacewatch          | —         | MPC                           |
| 355098        | 2006 TB51  | 12 out 2006 | Kitt Peak         | Spacewatch          | —         | MPC                           |
| 355099        | 2006 TK60  | 13 out 2006 | Kitt Peak         | Spacewatch          | Themis    | MPC                           |
| 355100        | 2006 TV85  | 13 out 2006 | Kitt Peak         | Spacewatch          | Brangane  | MPC                           |

## 355101–355200
| Designação | Designação | Descoberta  | Descoberta   | Descobridor(es)     | Categoria | Mais informações / Referência |
| Permanente | Provisória | Data        | Local        | Descobridor(es)     | Categoria | Mais informações / Referência |
| ---------- | ---------- | ----------- | ------------ | ------------------- | --------- | ----------------------------- |
| 355101     | 2006 TK87  | 13 out 2006 | Kitt Peak    | Spacewatch          | —         | MPC                           |
| 355102     | 2006 TQ89  | 13 out 2006 | Kitt Peak    | Spacewatch          | —         | MPC                           |
| 355103     | 2006 TM102 | 28 set 2006 | Mount Lemmon | Mount Lemmon Survey | —         | MPC                           |
| 355104     | 2006 TM126 | 4 out 2006  | Mount Lemmon | Mount Lemmon Survey | —         | MPC                           |
| 355105     | 2006 TO127 | 2 out 2006  | Catalina     | CSS                 | —         | MPC                           |
| 355106     | 2006 UR12  | 30 set 2006 | Mount Lemmon | Mount Lemmon Survey | —         | MPC                           |
| 355107     | 2006 UV12  | 17 out 2006 | Mount Lemmon | Mount Lemmon Survey | —         | MPC                           |
| 355108     | 2006 US30  | 16 out 2006 | Kitt Peak    | Spacewatch          | —         | MPC                           |
| 355109     | 2006 UG35  | 16 out 2006 | Kitt Peak    | Spacewatch          | —         | MPC                           |
| 355110     | 2006 UR36  | 16 out 2006 | Kitt Peak    | Spacewatch          | —         | MPC                           |
| 355111     | 2006 UA45  | 16 out 2006 | Kitt Peak    | Spacewatch          | —         | MPC                           |
| 355112     | 2006 UD61  | 19 out 2006 | Kitt Peak    | Spacewatch          | —         | MPC                           |
| 355113     | 2006 UY61  | 18 out 2006 | Nyukasa      | Mount Nyukasa Stn.  | —         | MPC                           |
| 355114     | 2006 UX68  | 16 out 2006 | Catalina     | CSS                 | —         | MPC                           |
| 355115     | 2006 UP84  | 17 out 2006 | Mount Lemmon | Mount Lemmon Survey | Themis    | MPC                           |
| 355116     | 2006 UU85  | 17 out 2006 | Kitt Peak    | Spacewatch          | Brangane  | MPC                           |
| 355117     | 2006 UY88  | 17 out 2006 | Kitt Peak    | Spacewatch          | —         | MPC                           |
| 355118     | 2006 UZ96  | 18 out 2006 | Kitt Peak    | Spacewatch          | —         | MPC                           |
| 355119     | 2006 UN97  | 18 out 2006 | Kitt Peak    | Spacewatch          | —         | MPC                           |
| 355120     | 2006 UV110 | 17 set 2006 | Catalina     | CSS                 | —         | MPC                           |
| 355121     | 2006 UM120 | 19 out 2006 | Kitt Peak    | Spacewatch          | —         | MPC                           |
| 355122     | 2006 UL126 | 19 out 2006 | Kitt Peak    | Spacewatch          | —         | MPC                           |
| 355123     | 2006 UL130 | 19 out 2006 | Kitt Peak    | Spacewatch          | —         | MPC                           |
| 355124     | 2006 UE139 | 19 out 2006 | Kitt Peak    | Spacewatch          | —         | MPC                           |
| 355125     | 2006 UF142 | 19 out 2006 | Kitt Peak    | Spacewatch          | —         | MPC                           |
| 355126     | 2006 UF150 | 20 out 2006 | Catalina     | CSS                 | —         | MPC                           |
| 355127     | 2006 UN160 | 21 out 2006 | Mount Lemmon | Mount Lemmon Survey | —         | MPC                           |
| 355128     | 2006 UP178 | 16 out 2006 | Catalina     | CSS                 | —         | MPC                           |
| 355129     | 2006 UK182 | 16 out 2006 | Catalina     | CSS                 | —         | MPC                           |
| 355130     | 2006 UL191 | 19 out 2006 | Catalina     | CSS                 | —         | MPC                           |
| 355131     | 2006 UN192 | 19 out 2006 | Catalina     | CSS                 | —         | MPC                           |
| 355132     | 2006 UT194 | 20 out 2006 | Kitt Peak    | Spacewatch          | —         | MPC                           |
| 355133     | 2006 UK203 | 19 out 2006 | Catalina     | CSS                 | —         | MPC                           |
| 355134     | 2006 UW204 | 23 out 2006 | Palomar      | NEAT                | —         | MPC                           |
| 355135     | 2006 UB206 | 23 out 2006 | Kitt Peak    | Spacewatch          | —         | MPC                           |
| 355136     | 2006 UG211 | 23 out 2006 | Kitt Peak    | Spacewatch          | Brangane  | MPC                           |
| 355137     | 2006 UN220 | 28 set 2006 | Kitt Peak    | Spacewatch          | —         | MPC                           |
| 355138     | 2006 UA221 | 17 out 2006 | Kitt Peak    | Spacewatch          | —         | MPC                           |
| 355139     | 2006 UR238 | 23 out 2006 | Kitt Peak    | Spacewatch          | —         | MPC                           |
| 355140     | 2006 UQ257 | 28 out 2006 | Mount Lemmon | Mount Lemmon Survey | —         | MPC                           |
| 355141     | 2006 UG272 | 27 out 2006 | Mount Lemmon | Mount Lemmon Survey | —         | MPC                           |
| 355142     | 2006 UW291 | 16 out 2006 | Socorro      | LINEAR              | —         | MPC                           |
| 355143     | 2006 UL304 | 19 out 2006 | Kitt Peak    | M. W. Buie          | —         | MPC                           |
| 355144     | 2006 UY330 | 16 out 2006 | Apache Point | A. C. Becker        | —         | MPC                           |
| 355145     | 2006 UZ343 | 26 out 2006 | Mauna Kea    | P. A. Wiegert       | —         | MPC                           |
| 355146     | 2006 VP4   | 9 nov 2006  | Kitt Peak    | Spacewatch          | —         | MPC                           |
| 355147     | 2006 VM8   | 11 nov 2006 | Kitt Peak    | Spacewatch          | —         | MPC                           |
| 355148     | 2006 VC15  | 9 nov 2006  | Kitt Peak    | Spacewatch          | —         | MPC                           |
| 355149     | 2006 VX21  | 10 nov 2006 | Kitt Peak    | Spacewatch          | —         | MPC                           |
| 355150     | 2006 VJ26  | 10 nov 2006 | Kitt Peak    | Spacewatch          | —         | MPC                           |
| 355151     | 2006 VJ27  | 10 nov 2006 | Kitt Peak    | Spacewatch          | —         | MPC                           |
| 355152     | 2006 VE38  | 28 out 2006 | Kitt Peak    | Spacewatch          | —         | MPC                           |
| 355153     | 2006 VV43  | 13 nov 2006 | Kitt Peak    | Spacewatch          | —         | MPC                           |
| 355154     | 2006 VF55  | 17 out 2006 | Mount Lemmon | Mount Lemmon Survey | Brangane  | MPC                           |
| 355155     | 2006 VA58  | 11 nov 2006 | Kitt Peak    | Spacewatch          | —         | MPC                           |
| 355156     | 2006 VD66  | 11 nov 2006 | Kitt Peak    | Spacewatch          | —         | MPC                           |
| 355157     | 2006 VR76  | 12 nov 2006 | Mount Lemmon | Mount Lemmon Survey | —         | MPC                           |
| 355158     | 2006 VV77  | 12 nov 2006 | Mount Lemmon | Mount Lemmon Survey | —         | MPC                           |
| 355159     | 2006 VN78  | 12 nov 2006 | Mount Lemmon | Mount Lemmon Survey | —         | MPC                           |
| 355160     | 2006 VR97  | 11 nov 2006 | Kitt Peak    | Spacewatch          | —         | MPC                           |
| 355161     | 2006 VS97  | 11 nov 2006 | Kitt Peak    | Spacewatch          | —         | MPC                           |
| 355162     | 2006 VC103 | 12 nov 2006 | Mount Lemmon | Mount Lemmon Survey | Brangane  | MPC                           |
| 355163     | 2006 VV112 | 13 nov 2006 | Kitt Peak    | Spacewatch          | —         | MPC                           |
| 355164     | 2006 VP136 | 15 nov 2006 | Kitt Peak    | Spacewatch          | —         | MPC                           |
| 355165     | 2006 VK139 | 11 nov 2006 | Mount Lemmon | Mount Lemmon Survey | —         | MPC                           |
| 355166     | 2006 VP169 | 11 nov 2006 | Kitt Peak    | Spacewatch          | —         | MPC                           |
| 355167     | 2006 VR170 | 10 nov 2006 | Kitt Peak    | Spacewatch          | Brangane  | MPC                           |
| 355168     | 2006 WG4   | 19 nov 2006 | Kitt Peak    | Spacewatch          | —         | MPC                           |
| 355169     | 2006 WG7   | 16 nov 2006 | Kitt Peak    | Spacewatch          | —         | MPC                           |
| 355170     | 2006 WG11  | 16 nov 2006 | Socorro      | LINEAR              | —         | MPC                           |
| 355171     | 2006 WQ11  | 16 nov 2006 | Socorro      | LINEAR              | —         | MPC                           |
| 355172     | 2006 WZ12  | 16 nov 2006 | Mount Lemmon | Mount Lemmon Survey | —         | MPC                           |
| 355173     | 2006 WG18  | 17 nov 2006 | Mount Lemmon | Mount Lemmon Survey | —         | MPC                           |
| 355174     | 2006 WK20  | 17 nov 2006 | Mount Lemmon | Mount Lemmon Survey | Maria     | MPC                           |
| 355175     | 2006 WV47  | 16 nov 2006 | Kitt Peak    | Spacewatch          | —         | MPC                           |
| 355176     | 2006 WA48  | 16 nov 2006 | Mount Lemmon | Mount Lemmon Survey | —         | MPC                           |
| 355177     | 2006 WP53  | 16 nov 2006 | Socorro      | LINEAR              | —         | MPC                           |
| 355178     | 2006 WE55  | 16 nov 2006 | Kitt Peak    | Spacewatch          | —         | MPC                           |
| 355179     | 2006 WN73  | 18 nov 2006 | Kitt Peak    | Spacewatch          | —         | MPC                           |
| 355180     | 2006 WR81  | 18 nov 2006 | Kitt Peak    | Spacewatch          | —         | MPC                           |
| 355181     | 2006 WO89  | 18 nov 2006 | Socorro      | LINEAR              | —         | MPC                           |
| 355182     | 2006 WQ92  | 19 nov 2006 | Kitt Peak    | Spacewatch          | —         | MPC                           |
| 355183     | 2006 WT102 | 19 nov 2006 | Kitt Peak    | Spacewatch          | —         | MPC                           |
| 355184     | 2006 WO109 | 11 nov 2006 | Kitt Peak    | Spacewatch          | —         | MPC                           |
| 355185     | 2006 WD111 | 19 nov 2006 | Kitt Peak    | Spacewatch          | Brangane  | MPC                           |
| 355186     | 2006 WX115 | 20 nov 2006 | Mount Lemmon | Mount Lemmon Survey | —         | MPC                           |
| 355187     | 2006 WZ139 | 19 nov 2006 | Catalina     | CSS                 | —         | MPC                           |
| 355188     | 2006 WM158 | 22 nov 2006 | Socorro      | LINEAR              | —         | MPC                           |
| 355189     | 2006 WN160 | 22 nov 2006 | Kitt Peak    | Spacewatch          | —         | MPC                           |
| 355190     | 2006 WN180 | 24 nov 2006 | Mount Lemmon | Mount Lemmon Survey | —         | MPC                           |
| 355191     | 2006 WS188 | 24 nov 2006 | Kitt Peak    | Spacewatch          | Brangane  | MPC                           |
| 355192     | 2006 WV190 | 25 nov 2006 | Kitt Peak    | Spacewatch          | —         | MPC                           |
| 355193     | 2006 WA198 | 17 nov 2006 | Mount Lemmon | Mount Lemmon Survey | —         | MPC                           |
| 355194     | 2006 WO202 | 27 nov 2006 | Mount Lemmon | Mount Lemmon Survey | —         | MPC                           |
| 355195     | 2006 XX5   | 7 dez 2006  | Palomar      | NEAT                | —         | MPC                           |
| 355196     | 2006 XY7   | 9 dez 2006  | Palomar      | NEAT                | —         | MPC                           |
| 355197     | 2006 XR16  | 10 dez 2006 | Kitt Peak    | Spacewatch          | Brangane  | MPC                           |
| 355198     | 2006 XY23  | 12 dez 2006 | Mount Lemmon | Mount Lemmon Survey | Ursula    | MPC                           |
| 355199     | 2006 XW30  | 13 dez 2006 | Kitt Peak    | Spacewatch          | —         | MPC                           |
| 355200     | 2006 XN36  | 11 dez 2006 | Kitt Peak    | Spacewatch          | —         | MPC                           |

## 355201–355300
| Designação | Designação | Descoberta  | Descoberta        | Descobridor(es)     | Categoria | Mais informações / Referência |
| Permanente | Provisória | Data        | Local             | Descobridor(es)     | Categoria | Mais informações / Referência |
| ---------- | ---------- | ----------- | ----------------- | ------------------- | --------- | ----------------------------- |
| 355201     | 2006 XA45  | 13 dez 2006 | Kitt Peak         | Spacewatch          | —         | MPC                           |
| 355202     | 2006 XC52  | 18 nov 2006 | Kitt Peak         | Spacewatch          | —         | MPC                           |
| 355203     | 2006 XM65  | 16 nov 2006 | Lulin             | Lulin Obs.          | —         | MPC                           |
| 355204     | 2006 XZ69  | 11 dez 2006 | Kitt Peak         | Spacewatch          | Brangane  | MPC                           |
| 355205     | 2006 XF71  | 15 dez 2006 | Kitt Peak         | Spacewatch          | —         | MPC                           |
| 355206     | 2006 YA8   | 20 dez 2006 | Mount Lemmon      | Mount Lemmon Survey | —         | MPC                           |
| 355207     | 2006 YJ9   | 5 dez 2006  | Palomar           | NEAT                | —         | MPC                           |
| 355208     | 2006 YR13  | 24 dez 2006 | Kitt Peak         | Spacewatch          | —         | MPC                           |
| 355209     | 2006 YR15  | 20 dez 2006 | Mount Lemmon      | Mount Lemmon Survey | —         | MPC                           |
| 355210     | 2006 YF33  | 21 dez 2006 | Kitt Peak         | Spacewatch          | —         | MPC                           |
| 355211     | 2006 YS34  | 21 dez 2006 | Kitt Peak         | Spacewatch          | —         | MPC                           |
| 355212     | 2006 YV38  | 21 dez 2006 | Kitt Peak         | Spacewatch          | —         | MPC                           |
| 355213     | 2006 YH48  | 24 dez 2006 | Kitt Peak         | Spacewatch          | —         | MPC                           |
| 355214     | 2006 YK48  | 24 dez 2006 | Kitt Peak         | Spacewatch          | —         | MPC                           |
| 355215     | 2006 YM52  | 27 dez 2006 | Mount Lemmon      | Mount Lemmon Survey | —         | MPC                           |
| 355216     | 2006 YH53  | 21 dez 2006 | Mount Lemmon      | Mount Lemmon Survey | —         | MPC                           |
| 355217     | 2006 YF54  | 27 dez 2006 | Mount Lemmon      | Mount Lemmon Survey | Ursula    | MPC                           |
| 355218     | 2007 AN1   | 8 jan 2007  | Mount Lemmon      | Mount Lemmon Survey | —         | MPC                           |
| 355219     | 2007 AP21  | 24 dez 2006 | Kitt Peak         | Spacewatch          | Ursula    | MPC                           |
| 355220     | 2007 AF23  | 10 jan 2007 | Mount Lemmon      | Mount Lemmon Survey | —         | MPC                           |
| 355221     | 2007 AW27  | 8 jan 2007  | Mount Lemmon      | Mount Lemmon Survey | —         | MPC                           |
| 355222     | 2007 BT4   | 16 jan 2007 | Anderson Mesa     | LONEOS              | —         | MPC                           |
| 355223     | 2007 BM6   | 17 jan 2007 | Palomar           | NEAT                | —         | MPC                           |
| 355224     | 2007 BO6   | 17 jan 2007 | Palomar           | NEAT                | —         | MPC                           |
| 355225     | 2007 BK15  | 17 jan 2007 | Kitt Peak         | Spacewatch          | —         | MPC                           |
| 355226     | 2007 BX34  | 24 jan 2007 | Mount Lemmon      | Mount Lemmon Survey | —         | MPC                           |
| 355227     | 2007 BZ58  | 28 nov 2006 | Mount Lemmon      | Mount Lemmon Survey | —         | MPC                           |
| 355228     | 2007 BT60  | 26 jan 2007 | Kitt Peak         | Spacewatch          | —         | MPC                           |
| 355229     | 2007 BV60  | 27 jan 2007 | Mount Lemmon      | Mount Lemmon Survey | Brangane  | MPC                           |
| 355230     | 2007 BR62  | 27 jan 2007 | Mount Lemmon      | Mount Lemmon Survey | —         | MPC                           |
| 355231     | 2007 BQ80  | 17 jan 2007 | Kitt Peak         | Spacewatch          | —         | MPC                           |
| 355232     | 2007 BU80  | 17 jan 2007 | Kitt Peak         | Spacewatch          | —         | MPC                           |
| 355233     | 2007 BN92  | 19 jan 2007 | Mauna Kea         | Mauna Kea Obs.      | —         | MPC                           |
| 355234     | 2007 BA100 | 17 jan 2007 | Kitt Peak         | Spacewatch          | —         | MPC                           |
| 355235     | 2007 CT6   | 6 fev 2007  | Kitt Peak         | Spacewatch          | —         | MPC                           |
| 355236     | 2007 CW27  | 6 fev 2007  | Kitt Peak         | Spacewatch          | Ursula    | MPC                           |
| 355237     | 2007 CY28  | 6 fev 2007  | Palomar           | NEAT                | —         | MPC                           |
| 355238     | 2007 CS32  | 6 fev 2007  | Mount Lemmon      | Mount Lemmon Survey | —         | MPC                           |
| 355239     | 2007 CL55  | 10 fev 2007 | Mount Lemmon      | Mount Lemmon Survey | —         | MPC                           |
| 355240     | 2007 DA2   | 16 fev 2007 | Mount Lemmon      | Mount Lemmon Survey | —         | MPC                           |
| 355241     | 2007 DJ2   | 16 fev 2007 | Catalina          | CSS                 | —         | MPC                           |
| 355242     | 2007 DG11  | 17 fev 2007 | Kitt Peak         | Spacewatch          | —         | MPC                           |
| 355243     | 2007 DK41  | 20 fev 2007 | Lulin Observatory | LUSS                | —         | MPC                           |
| 355244     | 2007 DD54  | 21 fev 2007 | Kitt Peak         | Spacewatch          | —         | MPC                           |
| 355245     | 2007 EA107 | 4 mai 2002  | Palomar           | NEAT                | Ursula    | MPC                           |
| 355246     | 2007 EO168 | 13 mar 2007 | Kitt Peak         | Spacewatch          | —         | MPC                           |
| 355247     | 2007 EH193 | 14 mar 2007 | Mount Lemmon      | Mount Lemmon Survey | —         | MPC                           |
| 355248     | 2007 GB38  | 14 abr 2007 | Kitt Peak         | Spacewatch          | —         | MPC                           |
| 355249     | 2007 GE58  | 15 abr 2007 | Kitt Peak         | Spacewatch          | —         | MPC                           |
| 355250     | 2007 HX24  | 18 abr 2007 | Kitt Peak         | Spacewatch          | —         | MPC                           |
| 355251     | 2007 HV50  | 20 abr 2007 | Kitt Peak         | Spacewatch          | —         | MPC                           |
| 355252     | 2007 HU56  | 22 abr 2007 | Kitt Peak         | Spacewatch          | —         | MPC                           |
| 355253     | 2007 HL85  | 24 abr 2007 | Kitt Peak         | Spacewatch          | —         | MPC                           |
| 355254     | 2007 JB26  | 9 mai 2007  | Kitt Peak         | Spacewatch          | —         | MPC                           |
| 355255     | 2007 JE45  | 10 mai 2007 | Mount Lemmon      | Mount Lemmon Survey | —         | MPC                           |
| 355256     | 2007 KN4   | 20 mai 2007 | Catalina          | CSS                 | —         | MPC                           |
| 355257     | 2007 KM8   | 25 mai 2007 | Mount Lemmon      | Mount Lemmon Survey | —         | MPC                           |
| 355258     | 2007 LY4   | 8 jun 2007  | Kitt Peak         | Spacewatch          | —         | MPC                           |
| 355259     | 2007 NT2   | 14 jul 2007 | Dauban            | Chante-Perdrix Obs. | —         | MPC                           |
| 355260     | 2007 OO3   | 17 jul 2007 | Dauban            | Chante-Perdrix Obs. | —         | MPC                           |
| 355261     | 2007 OY4   | 28 jan 2006 | Kitt Peak         | Spacewatch          | —         | MPC                           |
| 355262     | 2007 OC7   | 24 jul 2007 | Reedy Creek       | J. Broughton        | —         | MPC                           |
| 355263     | 2007 PZ6   | 4 ago 2007  | Siding Spring     | SSS                 | —         | MPC                           |
| 355264     | 2007 PE16  | 8 ago 2007  | Socorro           | LINEAR              | —         | MPC                           |
| 355265     | 2007 PH16  | 8 ago 2007  | Socorro           | LINEAR              | —         | MPC                           |
| 355266     | 2007 PM19  | 9 ago 2007  | Socorro           | LINEAR              | —         | MPC                           |
| 355267     | 2007 PK24  | 12 ago 2007 | Socorro           | LINEAR              | —         | MPC                           |
| 355268     | 2007 PK37  | 13 ago 2007 | Socorro           | LINEAR              | —         | MPC                           |
| 355269     | 2007 PH47  | 10 ago 2007 | Kitt Peak         | Spacewatch          | Vesta     | MPC                           |
| 355270     | 2007 PQ47  | 10 ago 2007 | Kitt Peak         | Spacewatch          | Vesta     | MPC                           |
| 355271     | 2007 PA48  | 11 ago 2007 | Socorro           | LINEAR              | —         | MPC                           |
| 355272     | 2007 QD9   | 22 ago 2007 | Socorro           | LINEAR              | —         | MPC                           |
| 355273     | 2007 QX16  | 16 ago 2007 | Socorro           | LINEAR              | —         | MPC                           |
| 355274     | 2007 QZ17  | 24 ago 2007 | Kitt Peak         | Spacewatch          | —         | MPC                           |
| 355275     | 2007 RP4   | 3 set 2007  | Catalina          | CSS                 | —         | MPC                           |
| 355276     | 2007 RF17  | 12 set 2007 | Saint-Sulpice     | B. Christophe       | —         | MPC                           |
| 355277     | 2007 RN18  | 12 set 2007 | Dauban            | Chante-Perdrix Obs. | —         | MPC                           |
| 355278     | 2007 RS32  | 5 set 2007  | Catalina          | CSS                 | —         | MPC                           |
| 355279     | 2007 RM33  | 5 set 2007  | Catalina          | CSS                 | —         | MPC                           |
| 355280     | 2007 RQ41  | 3 set 2007  | Catalina          | CSS                 | —         | MPC                           |
| 355281     | 2007 RT42  | 9 set 2007  | Kitt Peak         | Spacewatch          | —         | MPC                           |
| 355282     | 2007 RV70  | 10 set 2007 | Kitt Peak         | Spacewatch          | —         | MPC                           |
| 355283     | 2007 RR80  | 10 set 2007 | Mount Lemmon      | Mount Lemmon Survey | —         | MPC                           |
| 355284     | 2007 RB85  | 23 ago 2007 | Kitt Peak         | Spacewatch          | Phocaea   | MPC                           |
| 355285     | 2007 RW92  | 10 set 2007 | Mount Lemmon      | Mount Lemmon Survey | —         | MPC                           |
| 355286     | 2007 RN99  | 11 set 2007 | Kitt Peak         | Spacewatch          | Vesta     | MPC                           |
| 355287     | 2007 RS101 | 10 ago 2007 | Kitt Peak         | Spacewatch          | Vesta     | MPC                           |
| 355288     | 2007 RG141 | 13 set 2007 | Socorro           | LINEAR              | —         | MPC                           |
| 355289     | 2007 RV145 | 14 set 2007 | Socorro           | LINEAR              | —         | MPC                           |
| 355290     | 2007 RB154 | 10 set 2007 | Kitt Peak         | Spacewatch          | —         | MPC                           |
| 355291     | 2007 RT155 | 10 set 2007 | Kitt Peak         | Spacewatch          | Vesta     | MPC                           |
| 355292     | 2007 RA158 | 28 set 2003 | Anderson Mesa     | LONEOS              | —         | MPC                           |
| 355293     | 2007 RH160 | 12 set 2007 | Mount Lemmon      | Mount Lemmon Survey | —         | MPC                           |
| 355294     | 2007 RS161 | 13 set 2007 | Mount Lemmon      | Mount Lemmon Survey | —         | MPC                           |
| 355295     | 2007 RV177 | 10 set 2007 | Kitt Peak         | Spacewatch          | —         | MPC                           |
| 355296     | 2007 RV179 | 10 set 2007 | Mount Lemmon      | Mount Lemmon Survey | —         | MPC                           |
| 355297     | 2007 RM185 | 13 set 2007 | Mount Lemmon      | Mount Lemmon Survey | —         | MPC                           |
| 355298     | 2007 RV195 | 12 set 2007 | Kitt Peak         | Spacewatch          | —         | MPC                           |
| 355299     | 2007 RH200 | 13 set 2007 | Kitt Peak         | Spacewatch          | —         | MPC                           |
| 355300     | 2007 RK201 | 13 set 2007 | Kitt Peak         | Spacewatch          | —         | MPC                           |

## 355301–355400
| Designação | Designação | Descoberta  | Descoberta       | Descobridor(es)     | Categoria | Mais informações / Referência |
| Permanente | Provisória | Data        | Local            | Descobridor(es)     | Categoria | Mais informações / Referência |
| ---------- | ---------- | ----------- | ---------------- | ------------------- | --------- | ----------------------------- |
| 355301     | 2007 RA239 | 3 set 2007  | Catalina         | CSS                 | —         | MPC                           |
| 355302     | 2007 RS241 | 13 set 2007 | Socorro          | LINEAR              | Eos       | MPC                           |
| 355303     | 2007 RB245 | 11 set 2007 | Kitt Peak        | Spacewatch          | —         | MPC                           |
| 355304     | 2007 RL251 | 13 set 2007 | Kitt Peak        | Spacewatch          | —         | MPC                           |
| 355305     | 2007 RC273 | 15 set 2007 | Kitt Peak        | Spacewatch          | —         | MPC                           |
| 355306     | 2007 RV277 | 5 set 2007  | Catalina         | CSS                 | —         | MPC                           |
| 355307     | 2007 RO280 | 13 set 2007 | Catalina         | CSS                 | —         | MPC                           |
| 355308     | 2007 RC293 | 13 set 2007 | Mount Lemmon     | Mount Lemmon Survey | —         | MPC                           |
| 355309     | 2007 RR297 | 3 set 2007  | Catalina         | CSS                 | —         | MPC                           |
| 355310     | 2007 RB309 | 10 set 2007 | Mount Lemmon     | Mount Lemmon Survey | Vesta     | MPC                           |
| 355311     | 2007 RY309 | 3 set 2007  | Catalina         | CSS                 | —         | MPC                           |
| 355312     | 2007 RZ310 | 14 set 2007 | Catalina         | CSS                 | —         | MPC                           |
| 355313     | 2007 RZ320 | 11 set 2007 | Purple Mountain  | PMO NEO             | —         | MPC                           |
| 355314     | 2007 RP321 | 14 set 2007 | Mount Lemmon     | Mount Lemmon Survey | —         | MPC                           |
| 355315     | 2007 RR322 | 25 jul 2003 | Palomar          | NEAT                | —         | MPC                           |
| 355316     | 2007 RZ323 | 12 set 2007 | Mount Lemmon     | Mount Lemmon Survey | Flora     | MPC                           |
| 355317     | 2007 SN12  | 18 set 2007 | Anderson Mesa    | LONEOS              | —         | MPC                           |
| 355318     | 2007 SM14  | 20 set 2007 | Catalina         | CSS                 | —         | MPC                           |
| 355319     | 2007 SB16  | 30 set 2007 | Kitt Peak        | Spacewatch          | —         | MPC                           |
| 355320     | 2007 SP16  | 30 set 2007 | Kitt Peak        | Spacewatch          | —         | MPC                           |
| 355321     | 2007 SF22  | 10 fev 2004 | Palomar          | NEAT                | —         | MPC                           |
| 355322     | 2007 TF    | 1 out 2007  | Gaisberg         | R. Gierlinger       | —         | MPC                           |
| 355323     | 2007 TR17  | 7 out 2007  | Dauban           | Chante-Perdrix Obs. | —         | MPC                           |
| 355324     | 2007 TT26  | 4 out 2007  | Kitt Peak        | Spacewatch          | —         | MPC                           |
| 355325     | 2007 TH29  | 4 out 2007  | Kitt Peak        | Spacewatch          | —         | MPC                           |
| 355326     | 2007 TN45  | 7 out 2007  | Mount Lemmon     | Mount Lemmon Survey | —         | MPC                           |
| 355327     | 2007 TL51  | 4 out 2007  | Kitt Peak        | Spacewatch          | —         | MPC                           |
| 355328     | 2007 TE52  | 4 out 2007  | Kitt Peak        | Spacewatch          | —         | MPC                           |
| 355329     | 2007 TY54  | 4 out 2007  | Kitt Peak        | Spacewatch          | —         | MPC                           |
| 355330     | 2007 TZ54  | 4 out 2007  | Kitt Peak        | Spacewatch          | —         | MPC                           |
| 355331     | 2007 TG56  | 4 out 2007  | Kitt Peak        | Spacewatch          | —         | MPC                           |
| 355332     | 2007 TV57  | 4 out 2007  | Kitt Peak        | Spacewatch          | —         | MPC                           |
| 355333     | 2007 TW64  | 1 fev 2005  | Kitt Peak        | Spacewatch          | —         | MPC                           |
| 355334     | 2007 TV67  | 8 out 2007  | Catalina         | CSS                 | —         | MPC                           |
| 355335     | 2007 TJ71  | 14 out 2007 | Farra d'Isonzo   | Farra d'Isonzo      | —         | MPC                           |
| 355336     | 2007 TB77  | 5 out 2007  | Kitt Peak        | Spacewatch          | —         | MPC                           |
| 355337     | 2007 TA84  | 8 out 2007  | Kitt Peak        | Spacewatch          | —         | MPC                           |
| 355338     | 2007 TO84  | 8 out 2007  | Catalina         | CSS                 | —         | MPC                           |
| 355339     | 2007 TS90  | 8 out 2007  | Mount Lemmon     | Mount Lemmon Survey | —         | MPC                           |
| 355340     | 2007 TH110 | 7 out 2007  | Mount Lemmon     | Mount Lemmon Survey | Mitidika  | MPC                           |
| 355341     | 2007 TT110 | 8 out 2007  | Catalina         | CSS                 | —         | MPC                           |
| 355342     | 2007 TB112 | 8 out 2007  | Catalina         | CSS                 | —         | MPC                           |
| 355343     | 2007 TK118 | 9 out 2007  | Mount Lemmon     | Mount Lemmon Survey | —         | MPC                           |
| 355344     | 2007 TV121 | 6 out 2007  | Kitt Peak        | Spacewatch          | Phocaea   | MPC                           |
| 355345     | 2007 TF130 | 13 set 2007 | Mount Lemmon     | Mount Lemmon Survey | —         | MPC                           |
| 355346     | 2007 TK136 | 8 out 2007  | Mount Lemmon     | Mount Lemmon Survey | —         | MPC                           |
| 355347     | 2007 TU139 | 10 set 2007 | Mount Lemmon     | Mount Lemmon Survey | Phocaea   | MPC                           |
| 355348     | 2007 TC153 | 9 out 2007  | Socorro          | LINEAR              | —         | MPC                           |
| 355349     | 2007 TG157 | 9 out 2007  | Socorro          | LINEAR              | —         | MPC                           |
| 355350     | 2007 TM159 | 9 out 2007  | Socorro          | LINEAR              | —         | MPC                           |
| 355351     | 2007 TP168 | 12 out 2007 | Socorro          | LINEAR              | —         | MPC                           |
| 355352     | 2007 TP172 | 15 jan 2004 | Kitt Peak        | Spacewatch          | —         | MPC                           |
| 355353     | 2007 TS184 | 13 out 2007 | Cordell-Lorenz   | D. T. Durig         | —         | MPC                           |
| 355354     | 2007 TB198 | 8 out 2007  | Kitt Peak        | Spacewatch          | —         | MPC                           |
| 355355     | 2007 TQ198 | 8 out 2007  | Kitt Peak        | Spacewatch          | —         | MPC                           |
| 355356     | 2007 TB221 | 10 ago 2007 | Kitt Peak        | Spacewatch          | —         | MPC                           |
| 355357     | 2007 TN223 | 10 out 2007 | Catalina         | CSS                 | Phocaea   | MPC                           |
| 355358     | 2007 TS244 | 8 out 2007  | Catalina         | CSS                 | —         | MPC                           |
| 355359     | 2007 TH246 | 9 out 2007  | Catalina         | CSS                 | —         | MPC                           |
| 355360     | 2007 TB253 | 8 out 2007  | Mount Lemmon     | Mount Lemmon Survey | Mitidika  | MPC                           |
| 355361     | 2007 TR253 | 8 out 2007  | Mount Lemmon     | Mount Lemmon Survey | —         | MPC                           |
| 355362     | 2007 TF254 | 8 out 2007  | Mount Lemmon     | Mount Lemmon Survey | —         | MPC                           |
| 355363     | 2007 TP261 | 10 out 2007 | Kitt Peak        | Spacewatch          | —         | MPC                           |
| 355364     | 2007 TM262 | 15 set 2007 | Mount Lemmon     | Mount Lemmon Survey | —         | MPC                           |
| 355365     | 2007 TF266 | 12 out 2007 | Kitt Peak        | Spacewatch          | —         | MPC                           |
| 355366     | 2007 TO272 | 9 out 2007  | Kitt Peak        | Spacewatch          | —         | MPC                           |
| 355367     | 2007 TA276 | 11 out 2007 | Mount Lemmon     | Mount Lemmon Survey | —         | MPC                           |
| 355368     | 2007 TU287 | 21 ago 2007 | Siding Spring    | SSS                 | —         | MPC                           |
| 355369     | 2007 TP310 | 11 out 2007 | Kitt Peak        | Spacewatch          | —         | MPC                           |
| 355370     | 2007 TO314 | 11 out 2007 | Mount Lemmon     | Mount Lemmon Survey | —         | MPC                           |
| 355371     | 2007 TE330 | 11 out 2007 | Kitt Peak        | Spacewatch          | Phocaea   | MPC                           |
| 355372     | 2007 TD331 | 11 out 2007 | Kitt Peak        | Spacewatch          | —         | MPC                           |
| 355373     | 2007 TE332 | 12 set 2007 | Mount Lemmon     | Mount Lemmon Survey | —         | MPC                           |
| 355374     | 2007 TK332 | 11 out 2007 | Kitt Peak        | Spacewatch          | —         | MPC                           |
| 355375     | 2007 TL350 | 14 out 2007 | Mount Lemmon     | Mount Lemmon Survey | Vesta     | MPC                           |
| 355376     | 2007 TW353 | 9 out 2007  | Purple Mountain  | PMO NEO             | —         | MPC                           |
| 355377     | 2007 TW355 | 12 set 2007 | Catalina         | CSS                 | —         | MPC                           |
| 355378     | 2007 TJ366 | 9 out 2007  | Kitt Peak        | Spacewatch          | —         | MPC                           |
| 355379     | 2007 TS376 | 10 out 2007 | Catalina         | CSS                 | —         | MPC                           |
| 355380     | 2007 TT394 | 15 out 2007 | Kitt Peak        | Spacewatch          | —         | MPC                           |
| 355381     | 2007 TQ409 | 15 out 2007 | Mount Lemmon     | Mount Lemmon Survey | —         | MPC                           |
| 355382     | 2007 TO411 | 13 out 2007 | Anderson Mesa    | LONEOS              | —         | MPC                           |
| 355383     | 2007 TM412 | 12 set 2007 | Catalina         | CSS                 | Meliboea  | MPC                           |
| 355384     | 2007 TP422 | 9 out 2007  | Kitt Peak        | Spacewatch          | —         | MPC                           |
| 355385     | 2007 TQ423 | 6 out 2007  | Kitt Peak        | Spacewatch          | —         | MPC                           |
| 355386     | 2007 TB426 | 9 out 2007  | Kitt Peak        | Spacewatch          | —         | MPC                           |
| 355387     | 2007 TG437 | 4 out 2007  | Mount Lemmon     | Mount Lemmon Survey | Vesta     | MPC                           |
| 355388     | 2007 TU437 | 8 out 2007  | Catalina         | CSS                 | —         | MPC                           |
| 355389     | 2007 TZ439 | 9 fev 2005  | Mount Lemmon     | Mount Lemmon Survey | —         | MPC                           |
| 355390     | 2007 TL441 | 12 out 2007 | Mount Lemmon     | Mount Lemmon Survey | —         | MPC                           |
| 355391     | 2007 TA442 | 10 out 2007 | Catalina         | CSS                 | Phocaea   | MPC                           |
| 355392     | 2007 TR442 | 9 out 2007  | Catalina         | CSS                 | —         | MPC                           |
| 355393     | 2007 TC451 | 14 out 2007 | Mount Lemmon     | Mount Lemmon Survey | —         | MPC                           |
| 355394     | 2007 UX    | 16 out 2007 | 7300 Observatory | W. K. Y. Yeung      | —         | MPC                           |
| 355395     | 2007 UE7   | 13 set 2007 | Catalina         | CSS                 | —         | MPC                           |
| 355396     | 2007 UM9   | 17 out 2007 | Anderson Mesa    | LONEOS              | —         | MPC                           |
| 355397     | 2007 UK14  | 16 out 2007 | Catalina         | CSS                 | Koronis   | MPC                           |
| 355398     | 2007 UO17  | 18 out 2007 | Mount Lemmon     | Mount Lemmon Survey | —         | MPC                           |
| 355399     | 2007 UH34  | 17 out 2007 | Catalina         | CSS                 | —         | MPC                           |
| 355400     | 2007 US43  | 18 out 2007 | Kitt Peak        | Spacewatch          | —         | MPC                           |

## 355401–355500
| Designação | Designação | Descoberta  | Descoberta      | Descobridor(es)                | Categoria | Mais informações / Referência |
| Permanente | Provisória | Data        | Local           | Descobridor(es)                | Categoria | Mais informações / Referência |
| ---------- | ---------- | ----------- | --------------- | ------------------------------ | --------- | ----------------------------- |
| 355401     | 2007 UX46  | 20 out 2007 | Catalina        | CSS                            | —         | MPC                           |
| 355402     | 2007 UP52  | 24 out 2007 | Mount Lemmon    | Mount Lemmon Survey            | —         | MPC                           |
| 355403     | 2007 UJ55  | 30 out 2007 | Kitt Peak       | Spacewatch                     | —         | MPC                           |
| 355404     | 2007 UJ61  | 30 out 2007 | Mount Lemmon    | Mount Lemmon Survey            | —         | MPC                           |
| 355405     | 2007 UC67  | 30 out 2007 | Kitt Peak       | Spacewatch                     | —         | MPC                           |
| 355406     | 2007 UU76  | 31 out 2007 | Mount Lemmon    | Mount Lemmon Survey            | —         | MPC                           |
| 355407     | 2007 UE78  | 10 out 2007 | Kitt Peak       | Spacewatch                     | Mitidika  | MPC                           |
| 355408     | 2007 UK78  | 30 out 2007 | Catalina        | CSS                            | —         | MPC                           |
| 355409     | 2007 UG87  | 30 out 2007 | Kitt Peak       | Spacewatch                     | —         | MPC                           |
| 355410     | 2007 UX87  | 30 out 2007 | Kitt Peak       | Spacewatch                     | —         | MPC                           |
| 355411     | 2007 UB94  | 10 out 2007 | Kitt Peak       | Spacewatch                     | —         | MPC                           |
| 355412     | 2007 UR105 | 30 out 2007 | Kitt Peak       | Spacewatch                     | —         | MPC                           |
| 355413     | 2007 UE108 | 11 out 2007 | Kitt Peak       | Spacewatch                     | —         | MPC                           |
| 355414     | 2007 UW114 | 31 out 2007 | Kitt Peak       | Spacewatch                     | —         | MPC                           |
| 355415     | 2007 UC116 | 31 out 2007 | Kitt Peak       | Spacewatch                     | —         | MPC                           |
| 355416     | 2007 UE116 | 20 out 2007 | Mount Lemmon    | Mount Lemmon Survey            | —         | MPC                           |
| 355417     | 2007 UB122 | 30 out 2007 | Kitt Peak       | Spacewatch                     | —         | MPC                           |
| 355418     | 2007 UV126 | 20 out 2007 | Catalina        | CSS                            | —         | MPC                           |
| 355419     | 2007 UF127 | 30 out 2007 | Kitt Peak       | Spacewatch                     | —         | MPC                           |
| 355420     | 2007 UJ127 | 30 out 2007 | Kitt Peak       | Spacewatch                     | —         | MPC                           |
| 355421     | 2007 UC128 | 17 out 2007 | Mount Lemmon    | Mount Lemmon Survey            | —         | MPC                           |
| 355422     | 2007 UO138 | 20 out 2007 | Mount Lemmon    | Mount Lemmon Survey            | —         | MPC                           |
| 355423     | 2007 VH2   | 2 nov 2007  | Socorro         | LINEAR                         | —         | MPC                           |
| 355424     | 2007 VR2   | 3 nov 2007  | Lumezzane       | G. P. Pizzetti, A. Soffiantini | —         | MPC                           |
| 355425     | 2007 VM9   | 2 nov 2007  | Socorro         | LINEAR                         | —         | MPC                           |
| 355426     | 2007 VP9   | 3 nov 2007  | Kitt Peak       | Spacewatch                     | —         | MPC                           |
| 355427     | 2007 VQ22  | 2 nov 2007  | Mount Lemmon    | Mount Lemmon Survey            | —         | MPC                           |
| 355428     | 2007 VQ25  | 1 nov 2007  | Kitt Peak       | Spacewatch                     | —         | MPC                           |
| 355429     | 2007 VC37  | 2 nov 2007  | Catalina        | CSS                            | —         | MPC                           |
| 355430     | 2007 VY40  | 16 dez 1999 | Kitt Peak       | Spacewatch                     | —         | MPC                           |
| 355431     | 2007 VS42  | 3 nov 2007  | Mount Lemmon    | Mount Lemmon Survey            | —         | MPC                           |
| 355432     | 2007 VQ45  | 1 nov 2007  | Kitt Peak       | Spacewatch                     | —         | MPC                           |
| 355433     | 2007 VY56  | 20 out 2007 | Mount Lemmon    | Mount Lemmon Survey            | —         | MPC                           |
| 355434     | 2007 VR57  | 1 nov 2007  | Kitt Peak       | Spacewatch                     | —         | MPC                           |
| 355435     | 2007 VD60  | 2 nov 2007  | Catalina        | CSS                            | —         | MPC                           |
| 355436     | 2007 VR62  | 1 nov 2007  | Kitt Peak       | Spacewatch                     | —         | MPC                           |
| 355437     | 2007 VA63  | 1 nov 2007  | Kitt Peak       | Spacewatch                     | —         | MPC                           |
| 355438     | 2007 VK65  | 1 nov 2007  | Kitt Peak       | Spacewatch                     | —         | MPC                           |
| 355439     | 2007 VR66  | 2 nov 2007  | Kitt Peak       | Spacewatch                     | —         | MPC                           |
| 355440     | 2007 VK67  | 3 nov 2007  | Kitt Peak       | Spacewatch                     | —         | MPC                           |
| 355441     | 2007 VV72  | 1 nov 2007  | Kitt Peak       | Spacewatch                     | —         | MPC                           |
| 355442     | 2007 VM80  | 3 nov 2007  | Kitt Peak       | Spacewatch                     | —         | MPC                           |
| 355443     | 2007 VS86  | 2 nov 2007  | Socorro         | LINEAR                         | —         | MPC                           |
| 355444     | 2007 VU98  | 2 nov 2007  | Kitt Peak       | Spacewatch                     | —         | MPC                           |
| 355445     | 2007 VX110 | 14 set 2007 | Mount Lemmon    | Mount Lemmon Survey            | —         | MPC                           |
| 355446     | 2007 VZ127 | 1 nov 2007  | Mount Lemmon    | Mount Lemmon Survey            | —         | MPC                           |
| 355447     | 2007 VH133 | 8 out 2007  | Mount Lemmon    | Mount Lemmon Survey            | —         | MPC                           |
| 355448     | 2007 VQ135 | 3 nov 2007  | Mount Lemmon    | Mount Lemmon Survey            | —         | MPC                           |
| 355449     | 2007 VH148 | 4 nov 2007  | Kitt Peak       | Spacewatch                     | Eos       | MPC                           |
| 355450     | 2007 VO153 | 4 nov 2007  | Kitt Peak       | Spacewatch                     | —         | MPC                           |
| 355451     | 2007 VT154 | 5 nov 2007  | Kitt Peak       | Spacewatch                     | —         | MPC                           |
| 355452     | 2007 VM191 | 4 nov 2007  | Catalina        | CSS                            | —         | MPC                           |
| 355453     | 2007 VL207 | 11 nov 2007 | Catalina        | CSS                            | —         | MPC                           |
| 355454     | 2007 VJ209 | 7 nov 2007  | Kitt Peak       | Spacewatch                     | —         | MPC                           |
| 355455     | 2007 VC212 | 9 nov 2007  | Kitt Peak       | Spacewatch                     | —         | MPC                           |
| 355456     | 2007 VD221 | 12 nov 2007 | Mount Lemmon    | Mount Lemmon Survey            | —         | MPC                           |
| 355457     | 2007 VB228 | 2 nov 2007  | Socorro         | LINEAR                         | —         | MPC                           |
| 355458     | 2007 VG228 | 12 out 2007 | Mount Lemmon    | Mount Lemmon Survey            | —         | MPC                           |
| 355459     | 2007 VU230 | 7 nov 2007  | Kitt Peak       | Spacewatch                     | —         | MPC                           |
| 355460     | 2007 VD234 | 9 nov 2007  | Kitt Peak       | Spacewatch                     | —         | MPC                           |
| 355461     | 2007 VH235 | 9 nov 2007  | Kitt Peak       | Spacewatch                     | —         | MPC                           |
| 355462     | 2007 VB239 | 13 nov 2007 | Kitt Peak       | Spacewatch                     | —         | MPC                           |
| 355463     | 2007 VB255 | 11 nov 2007 | Mount Lemmon    | Mount Lemmon Survey            | —         | MPC                           |
| 355464     | 2007 VK265 | 2 nov 2007  | Kitt Peak       | Spacewatch                     | —         | MPC                           |
| 355465     | 2007 VA274 | 20 set 2007 | Catalina        | CSS                            | —         | MPC                           |
| 355466     | 2007 VS283 | 14 nov 2007 | Kitt Peak       | Spacewatch                     | —         | MPC                           |
| 355467     | 2007 VZ297 | 19 out 2007 | Socorro         | LINEAR                         | —         | MPC                           |
| 355468     | 2007 VE298 | 12 out 2007 | Mount Lemmon    | Mount Lemmon Survey            | —         | MPC                           |
| 355469     | 2007 VY301 | 2 nov 2007  | Catalina        | CSS                            | —         | MPC                           |
| 355470     | 2007 VA303 | 3 nov 2007  | Catalina        | CSS                            | —         | MPC                           |
| 355471     | 2007 VZ305 | 7 nov 2007  | Mount Lemmon    | Mount Lemmon Survey            | —         | MPC                           |
| 355472     | 2007 VF307 | 2 nov 2007  | Kitt Peak       | Spacewatch                     | —         | MPC                           |
| 355473     | 2007 VR309 | 2 nov 2007  | Kitt Peak       | Spacewatch                     | —         | MPC                           |
| 355474     | 2007 VM311 | 9 nov 2007  | Kitt Peak       | Spacewatch                     | —         | MPC                           |
| 355475     | 2007 VU312 | 3 nov 2007  | Mount Lemmon    | Mount Lemmon Survey            | —         | MPC                           |
| 355476     | 2007 VG314 | 2 out 2003  | Kitt Peak       | Spacewatch                     | —         | MPC                           |
| 355477     | 2007 VU318 | 10 set 2007 | Mount Lemmon    | Mount Lemmon Survey            | —         | MPC                           |
| 355478     | 2007 VZ320 | 29 nov 2003 | Kitt Peak       | Spacewatch                     | —         | MPC                           |
| 355479     | 2007 VG332 | 7 nov 2007  | Kitt Peak       | Spacewatch                     | —         | MPC                           |
| 355480     | 2007 VJ332 | 7 nov 2007  | Mount Lemmon    | Mount Lemmon Survey            | —         | MPC                           |
| 355481     | 2007 VD335 | 14 nov 2007 | Kitt Peak       | Spacewatch                     | —         | MPC                           |
| 355482     | 2007 WS5   | 17 nov 2007 | Socorro         | LINEAR                         | —         | MPC                           |
| 355483     | 2007 WB27  | 13 ago 2002 | Palomar         | NEAT                           | —         | MPC                           |
| 355484     | 2007 WN27  | 18 nov 2007 | Mount Lemmon    | Mount Lemmon Survey            | —         | MPC                           |
| 355485     | 2007 WC28  | 7 nov 2007  | Kitt Peak       | Spacewatch                     | —         | MPC                           |
| 355486     | 2007 WK34  | 4 nov 2007  | Kitt Peak       | Spacewatch                     | —         | MPC                           |
| 355487     | 2007 WG40  | 18 nov 2007 | Catalina        | CSS                            | —         | MPC                           |
| 355488     | 2007 WZ58  | 21 nov 2007 | Mount Lemmon    | Mount Lemmon Survey            | —         | MPC                           |
| 355489     | 2007 WK61  | 17 nov 2007 | Socorro         | LINEAR                         | —         | MPC                           |
| 355490     | 2007 WV62  | 19 nov 2007 | Kitt Peak       | Spacewatch                     | —         | MPC                           |
| 355491     | 2007 XV2   | 3 dez 2007  | Kitt Peak       | Spacewatch                     | —         | MPC                           |
| 355492     | 2007 XP4   | 13 out 2007 | Socorro         | LINEAR                         | —         | MPC                           |
| 355493     | 2007 XD15  | 5 dez 2007  | Bisei SG Center | BATTeRS                        | —         | MPC                           |
| 355494     | 2007 XN19  | 8 nov 2007  | Socorro         | LINEAR                         | —         | MPC                           |
| 355495     | 2007 XP20  | 12 dez 2007 | La Sagra        | Mallorca Obs.                  | —         | MPC                           |
| 355496     | 2007 XB30  | 27 jan 2004 | Anderson Mesa   | LONEOS                         | —         | MPC                           |
| 355497     | 2007 XQ31  | 15 dez 2007 | Kanab           | E. E. Sheridan                 | —         | MPC                           |
| 355498     | 2007 XW34  | 13 dez 2007 | Socorro         | LINEAR                         | —         | MPC                           |
| 355499     | 2007 XL40  | 12 nov 2007 | Mount Lemmon    | Mount Lemmon Survey            | —         | MPC                           |
| 355500     | 2007 XD59  | 15 dez 2007 | Socorro         | LINEAR                         | —         | MPC                           |

## 355501–355600
| Designação | Designação | Descoberta  | Descoberta        | Descobridor(es)     | Categoria | Mais informações / Referência |
| Permanente | Provisória | Data        | Local             | Descobridor(es)     | Categoria | Mais informações / Referência |
| ---------- | ---------- | ----------- | ----------------- | ------------------- | --------- | ----------------------------- |
| 355501     | 2007 YB3   | 18 dez 2007 | Bergisch Gladbach | W. Bickel           | —         | MPC                           |
| 355502     | 2007 YK10  | 16 dez 2007 | Mount Lemmon      | Mount Lemmon Survey | —         | MPC                           |
| 355503     | 2007 YP10  | 16 dez 2007 | Mount Lemmon      | Mount Lemmon Survey | —         | MPC                           |
| 355504     | 2007 YS27  | 18 dez 2007 | Kitt Peak         | Spacewatch          | —         | MPC                           |
| 355505     | 2007 YL45  | 30 dez 2007 | Mount Lemmon      | Mount Lemmon Survey | —         | MPC                           |
| 355506     | 2007 YN46  | 30 dez 2007 | Mount Lemmon      | Mount Lemmon Survey | —         | MPC                           |
| 355507     | 2007 YX49  | 28 dez 2007 | Kitt Peak         | Spacewatch          | —         | MPC                           |
| 355508     | 2007 YU50  | 28 dez 2007 | Kitt Peak         | Spacewatch          | —         | MPC                           |
| 355509     | 2007 YB52  | 30 dez 2007 | Kitt Peak         | Spacewatch          | —         | MPC                           |
| 355510     | 2007 YO57  | 28 dez 2007 | Kitt Peak         | Spacewatch          | —         | MPC                           |
| 355511     | 2007 YR62  | 30 dez 2007 | Mount Lemmon      | Mount Lemmon Survey | —         | MPC                           |
| 355512     | 2007 YP63  | 31 dez 2007 | Kitt Peak         | Spacewatch          | —         | MPC                           |
| 355513     | 2007 YX63  | 31 dez 2007 | Mount Lemmon      | Mount Lemmon Survey | —         | MPC                           |
| 355514     | 2007 YO65  | 30 dez 2007 | Mount Lemmon      | Mount Lemmon Survey | —         | MPC                           |
| 355515     | 2007 YU68  | 16 dez 2007 | Mount Lemmon      | Mount Lemmon Survey | —         | MPC                           |
| 355516     | 2008 AV21  | 10 jan 2008 | Mount Lemmon      | Mount Lemmon Survey | —         | MPC                           |
| 355517     | 2008 AC26  | 10 jan 2008 | Mount Lemmon      | Mount Lemmon Survey | —         | MPC                           |
| 355518     | 2008 AR27  | 10 jan 2008 | Mount Lemmon      | Mount Lemmon Survey | —         | MPC                           |
| 355519     | 2008 AE38  | 10 jan 2008 | Mount Lemmon      | Mount Lemmon Survey | —         | MPC                           |
| 355520     | 2008 AO46  | 13 nov 2007 | Kitt Peak         | Spacewatch          | —         | MPC                           |
| 355521     | 2008 AV47  | 11 jan 2008 | Kitt Peak         | Spacewatch          | —         | MPC                           |
| 355522     | 2008 AX47  | 5 nov 2007  | Mount Lemmon      | Mount Lemmon Survey | —         | MPC                           |
| 355523     | 2008 AZ53  | 31 dez 2007 | Mount Lemmon      | Mount Lemmon Survey | —         | MPC                           |
| 355524     | 2008 AW59  | 11 jan 2008 | Kitt Peak         | Spacewatch          | —         | MPC                           |
| 355525     | 2008 AK64  | 11 jan 2008 | Mount Lemmon      | Mount Lemmon Survey | —         | MPC                           |
| 355526     | 2008 AK75  | 11 jan 2008 | Mount Lemmon      | Mount Lemmon Survey | —         | MPC                           |
| 355527     | 2008 AE80  | 12 jan 2008 | Kitt Peak         | Spacewatch          | Eos       | MPC                           |
| 355528     | 2008 AN84  | 15 jan 2008 | Kitt Peak         | Spacewatch          | —         | MPC                           |
| 355529     | 2008 AZ84  | 13 jan 2008 | Kitt Peak         | Spacewatch          | —         | MPC                           |
| 355530     | 2008 AX85  | 13 jan 2008 | Kitt Peak         | Spacewatch          | —         | MPC                           |
| 355531     | 2008 AM93  | 31 dez 2007 | Kitt Peak         | Spacewatch          | Eos       | MPC                           |
| 355532     | 2008 AN96  | 14 jan 2008 | Kitt Peak         | Spacewatch          | —         | MPC                           |
| 355533     | 2008 AO100 | 14 jan 2008 | Kitt Peak         | Spacewatch          | —         | MPC                           |
| 355534     | 2008 AG106 | 15 jan 2008 | Mount Lemmon      | Mount Lemmon Survey | —         | MPC                           |
| 355535     | 2008 AS107 | 8 nov 2007  | Mount Lemmon      | Mount Lemmon Survey | —         | MPC                           |
| 355536     | 2008 AS108 | 17 jun 2005 | Mount Lemmon      | Mount Lemmon Survey | —         | MPC                           |
| 355537     | 2008 AW116 | 15 jan 2008 | Mount Lemmon      | Mount Lemmon Survey | —         | MPC                           |
| 355538     | 2008 AY135 | 11 jan 2008 | Catalina          | CSS                 | Ursula    | MPC                           |
| 355539     | 2008 AM136 | 12 jan 2008 | Mount Lemmon      | Mount Lemmon Survey | —         | MPC                           |
| 355540     | 2008 AC137 | 15 jan 2008 | Socorro           | LINEAR              | —         | MPC                           |
| 355541     | 2008 BS4   | 16 jan 2008 | Kitt Peak         | Spacewatch          | Eos       | MPC                           |
| 355542     | 2008 BX10  | 18 jan 2008 | Kitt Peak         | Spacewatch          | —         | MPC                           |
| 355543     | 2008 BP13  | 19 jan 2008 | Mount Lemmon      | Mount Lemmon Survey | —         | MPC                           |
| 355544     | 2008 BK19  | 11 nov 2007 | Mount Lemmon      | Mount Lemmon Survey | —         | MPC                           |
| 355545     | 2008 BK21  | 30 jan 2008 | Mount Lemmon      | Mount Lemmon Survey | —         | MPC                           |
| 355546     | 2008 BO21  | 30 jan 2008 | Mount Lemmon      | Mount Lemmon Survey | —         | MPC                           |
| 355547     | 2008 BD22  | 31 jan 2008 | Mount Lemmon      | Mount Lemmon Survey | —         | MPC                           |
| 355548     | 2008 BS24  | 31 jan 2008 | Costitx           | Mallorca Obs.       | —         | MPC                           |
| 355549     | 2008 BZ48  | 30 jan 2008 | Mount Lemmon      | Mount Lemmon Survey | —         | MPC                           |
| 355550     | 2008 BQ53  | 30 jan 2008 | Mount Lemmon      | Mount Lemmon Survey | —         | MPC                           |
| 355551     | 2008 BW53  | 30 jan 2008 | Mount Lemmon      | Mount Lemmon Survey | —         | MPC                           |
| 355552     | 2008 BC54  | 31 jan 2008 | Mount Lemmon      | Mount Lemmon Survey | —         | MPC                           |
| 355553     | 2008 CQ2   | 1 fev 2008  | Kitt Peak         | Spacewatch          | —         | MPC                           |
| 355554     | 2008 CH10  | 2 fev 2008  | Kitt Peak         | Spacewatch          | —         | MPC                           |
| 355555     | 2008 CY10  | 3 fev 2008  | Kitt Peak         | Spacewatch          | Brangane  | MPC                           |
| 355556     | 2008 CX11  | 3 fev 2008  | Kitt Peak         | Spacewatch          | —         | MPC                           |
| 355557     | 2008 CH16  | 3 fev 2008  | Kitt Peak         | Spacewatch          | —         | MPC                           |
| 355558     | 2008 CB18  | 3 fev 2008  | Kitt Peak         | Spacewatch          | —         | MPC                           |
| 355559     | 2008 CN20  | 6 fev 2008  | Junk Bond         | D. Healy            | —         | MPC                           |
| 355560     | 2008 CU22  | 13 jan 2008 | Kitt Peak         | Spacewatch          | —         | MPC                           |
| 355561     | 2008 CX27  | 2 fev 2008  | Kitt Peak         | Spacewatch          | Eos       | MPC                           |
| 355562     | 2008 CA33  | 2 fev 2008  | Kitt Peak         | Spacewatch          | Maria     | MPC                           |
| 355563     | 2008 CE37  | 14 dez 2007 | Mount Lemmon      | Mount Lemmon Survey | —         | MPC                           |
| 355564     | 2008 CN41  | 2 fev 2008  | Kitt Peak         | Spacewatch          | —         | MPC                           |
| 355565     | 2008 CL46  | 7 fev 2002  | Kitt Peak         | Spacewatch          | —         | MPC                           |
| 355566     | 2008 CM46  | 2 fev 2008  | Kitt Peak         | Spacewatch          | —         | MPC                           |
| 355567     | 2008 CM59  | 7 fev 2008  | Mount Lemmon      | Mount Lemmon Survey | Brangane  | MPC                           |
| 355568     | 2008 CW61  | 25 nov 2006 | Kitt Peak         | Spacewatch          | Ursula    | MPC                           |
| 355569     | 2008 CY62  | 8 fev 2008  | Mount Lemmon      | Mount Lemmon Survey | —         | MPC                           |
| 355570     | 2008 CW67  | 8 fev 2008  | Mount Lemmon      | Mount Lemmon Survey | —         | MPC                           |
| 355571     | 2008 CA76  | 3 fev 2008  | Kitt Peak         | Spacewatch          | —         | MPC                           |
| 355572     | 2008 CQ76  | 6 fev 2008  | Catalina          | CSS                 | Eos       | MPC                           |
| 355573     | 2008 CG82  | 12 set 2005 | Kitt Peak         | Spacewatch          | —         | MPC                           |
| 355574     | 2008 CR83  | 7 fev 2008  | Kitt Peak         | Spacewatch          | —         | MPC                           |
| 355575     | 2008 CT84  | 2 fev 2008  | Kitt Peak         | Spacewatch          | —         | MPC                           |
| 355576     | 2008 CQ85  | 7 fev 2008  | Mount Lemmon      | Mount Lemmon Survey | —         | MPC                           |
| 355577     | 2008 CW93  | 8 fev 2008  | Mount Lemmon      | Mount Lemmon Survey | —         | MPC                           |
| 355578     | 2008 CN98  | 9 fev 2008  | Kitt Peak         | Spacewatch          | —         | MPC                           |
| 355579     | 2008 CV98  | 9 fev 2008  | Kitt Peak         | Spacewatch          | —         | MPC                           |
| 355580     | 2008 CY99  | 9 fev 2008  | Kitt Peak         | Spacewatch          | —         | MPC                           |
| 355581     | 2008 CK103 | 9 fev 2008  | Kitt Peak         | Spacewatch          | —         | MPC                           |
| 355582     | 2008 CC111 | 10 fev 2008 | Kitt Peak         | Spacewatch          | —         | MPC                           |
| 355583     | 2008 CL113 | 10 fev 2008 | Kitt Peak         | Spacewatch          | —         | MPC                           |
| 355584     | 2008 CV115 | 1 abr 2003  | Apache Point      | SDSS                | —         | MPC                           |
| 355585     | 2008 CE125 | 8 fev 2008  | Kitt Peak         | Spacewatch          | —         | MPC                           |
| 355586     | 2008 CR127 | 30 ago 2005 | Kitt Peak         | Spacewatch          | Brangane  | MPC                           |
| 355587     | 2008 CE128 | 5 out 2005  | Kitt Peak         | Spacewatch          | —         | MPC                           |
| 355588     | 2008 CL133 | 8 fev 2008  | Kitt Peak         | Spacewatch          | —         | MPC                           |
| 355589     | 2008 CY135 | 8 fev 2008  | Kitt Peak         | Spacewatch          | —         | MPC                           |
| 355590     | 2008 CK140 | 30 jan 2008 | Mount Lemmon      | Mount Lemmon Survey | —         | MPC                           |
| 355591     | 2008 CV142 | 8 fev 2008  | Kitt Peak         | Spacewatch          | —         | MPC                           |
| 355592     | 2008 CH147 | 9 fev 2008  | Kitt Peak         | Spacewatch          | Brangane  | MPC                           |
| 355593     | 2008 CU153 | 9 fev 2008  | Kitt Peak         | Spacewatch          | —         | MPC                           |
| 355594     | 2008 CF168 | 11 set 2005 | Kitt Peak         | Spacewatch          | —         | MPC                           |
| 355595     | 2008 CO179 | 6 fev 2008  | Purple Mountain   | PMO NEO             | —         | MPC                           |
| 355596     | 2008 CF182 | 11 fev 2008 | Mount Lemmon      | Mount Lemmon Survey | —         | MPC                           |
| 355597     | 2008 CN185 | 6 fev 2008  | Catalina          | CSS                 | —         | MPC                           |
| 355598     | 2008 CO195 | 2 fev 2008  | Kitt Peak         | Spacewatch          | Maria     | MPC                           |
| 355599     | 2008 CF196 | 12 fev 2008 | Mount Lemmon      | Mount Lemmon Survey | —         | MPC                           |
| 355600     | 2008 CF199 | 13 fev 2008 | Kitt Peak         | Spacewatch          | —         | MPC                           |

## 355601–355700
| Designação | Designação | Descoberta  | Descoberta      | Descobridor(es)     | Categoria | Mais informações / Referência |
| Permanente | Provisória | Data        | Local           | Descobridor(es)     | Categoria | Mais informações / Referência |
| ---------- | ---------- | ----------- | --------------- | ------------------- | --------- | ----------------------------- |
| 355601     | 2008 CW202 | 8 fev 2008  | Kitt Peak       | Spacewatch          | —         | MPC                           |
| 355602     | 2008 CL213 | 9 fev 2008  | Mount Lemmon    | Mount Lemmon Survey | —         | MPC                           |
| 355603     | 2008 CH215 | 13 fev 2008 | Socorro         | LINEAR              | —         | MPC                           |
| 355604     | 2008 DO9   | 25 fev 2008 | Kitt Peak       | Spacewatch          | —         | MPC                           |
| 355605     | 2008 DG13  | 26 fev 2008 | Kitt Peak       | Spacewatch          | —         | MPC                           |
| 355606     | 2008 DU13  | 22 jan 2002 | Kitt Peak       | Spacewatch          | —         | MPC                           |
| 355607     | 2008 DV24  | 19 nov 2007 | Kitt Peak       | Spacewatch          | —         | MPC                           |
| 355608     | 2008 DX25  | 29 fev 2008 | Purple Mountain | PMO NEO             | —         | MPC                           |
| 355609     | 2008 DC27  | 29 fev 2008 | Catalina        | CSS                 | —         | MPC                           |
| 355610     | 2008 DF27  | 27 fev 2008 | Mount Lemmon    | Mount Lemmon Survey | —         | MPC                           |
| 355611     | 2008 DT32  | 27 fev 2008 | Kitt Peak       | Spacewatch          | —         | MPC                           |
| 355612     | 2008 DD33  | 27 fev 2008 | Kitt Peak       | Spacewatch          | Brangane  | MPC                           |
| 355613     | 2008 DO33  | 20 nov 2007 | Mount Lemmon    | Mount Lemmon Survey | —         | MPC                           |
| 355614     | 2008 DN34  | 27 fev 2008 | Catalina        | CSS                 | —         | MPC                           |
| 355615     | 2008 DW35  | 27 fev 2008 | Mount Lemmon    | Mount Lemmon Survey | —         | MPC                           |
| 355616     | 2008 DT36  | 27 fev 2008 | Mount Lemmon    | Mount Lemmon Survey | —         | MPC                           |
| 355617     | 2008 DH37  | 27 fev 2008 | Mount Lemmon    | Mount Lemmon Survey | —         | MPC                           |
| 355618     | 2008 DZ38  | 27 fev 2008 | Mount Lemmon    | Mount Lemmon Survey | —         | MPC                           |
| 355619     | 2008 DV45  | 18 fev 2008 | Mount Lemmon    | Mount Lemmon Survey | —         | MPC                           |
| 355620     | 2008 DA48  | 28 fev 2008 | Mount Lemmon    | Mount Lemmon Survey | —         | MPC                           |
| 355621     | 2008 DS54  | 28 fev 2008 | Catalina        | CSS                 | Eos       | MPC                           |
| 355622     | 2008 DW59  | 27 fev 2008 | Kitt Peak       | Spacewatch          | —         | MPC                           |
| 355623     | 2008 DS66  | 29 fev 2008 | Catalina        | CSS                 | —         | MPC                           |
| 355624     | 2008 DW67  | 29 fev 2008 | Kitt Peak       | Spacewatch          | —         | MPC                           |
| 355625     | 2008 DG68  | 1 dez 2006  | Mount Lemmon    | Mount Lemmon Survey | —         | MPC                           |
| 355626     | 2008 DL72  | 26 fev 2008 | Mount Lemmon    | Mount Lemmon Survey | —         | MPC                           |
| 355627     | 2008 DU83  | 18 fev 2008 | Mount Lemmon    | Mount Lemmon Survey | —         | MPC                           |
| 355628     | 2008 DO85  | 28 fev 2008 | Kitt Peak       | Spacewatch          | —         | MPC                           |
| 355629     | 2008 DZ88  | 28 fev 2008 | Kitt Peak       | Spacewatch          | —         | MPC                           |
| 355630     | 2008 EB    | 1 ago 2008  | Pla D'Arguines  | R. Ferrando         | —         | MPC                           |
| 355631     | 2008 EX    | 3 fev 2008  | Mount Lemmon    | Mount Lemmon Survey | —         | MPC                           |
| 355632     | 2008 ES8   | 6 mar 2008  | Pla D'Arguines  | R. Ferrando         | —         | MPC                           |
| 355633     | 2008 EM15  | 1 mar 2008  | Kitt Peak       | Spacewatch          | —         | MPC                           |
| 355634     | 2008 EV17  | 1 mar 2008  | Kitt Peak       | Spacewatch          | —         | MPC                           |
| 355635     | 2008 EM23  | 3 mar 2008  | Catalina        | CSS                 | —         | MPC                           |
| 355636     | 2008 EM25  | 3 mar 2008  | Purple Mountain | PMO NEO             | —         | MPC                           |
| 355637     | 2008 EX26  | 4 mar 2008  | Catalina        | CSS                 | —         | MPC                           |
| 355638     | 2008 ES29  | 4 mar 2008  | Mount Lemmon    | Mount Lemmon Survey | —         | MPC                           |
| 355639     | 2008 EM35  | 2 mar 2008  | Mount Lemmon    | Mount Lemmon Survey | —         | MPC                           |
| 355640     | 2008 EB40  | 4 mar 2008  | Kitt Peak       | Spacewatch          | —         | MPC                           |
| 355641     | 2008 EZ42  | 4 mar 2008  | Mount Lemmon    | Mount Lemmon Survey | —         | MPC                           |
| 355642     | 2008 EP43  | 5 mar 2008  | Mount Lemmon    | Mount Lemmon Survey | —         | MPC                           |
| 355643     | 2008 EH44  | 5 mar 2008  | Kitt Peak       | Spacewatch          | Brangane  | MPC                           |
| 355644     | 2008 EU46  | 5 mar 2008  | Mount Lemmon    | Mount Lemmon Survey | —         | MPC                           |
| 355645     | 2008 EO49  | 27 fev 2008 | Mount Lemmon    | Mount Lemmon Survey | —         | MPC                           |
| 355646     | 2008 EF56  | 7 mar 2008  | Mount Lemmon    | Mount Lemmon Survey | —         | MPC                           |
| 355647     | 2008 EO57  | 17 mar 1996 | Kitt Peak       | Spacewatch          | —         | MPC                           |
| 355648     | 2008 EA60  | 8 mar 2008  | Catalina        | CSS                 | —         | MPC                           |
| 355649     | 2008 EH60  | 8 mar 2008  | Catalina        | CSS                 | —         | MPC                           |
| 355650     | 2008 EX63  | 9 mar 2008  | Kitt Peak       | Spacewatch          | Ursula    | MPC                           |
| 355651     | 2008 EH66  | 9 mar 2008  | Mount Lemmon    | Mount Lemmon Survey | —         | MPC                           |
| 355652     | 2008 EW67  | 9 mar 2008  | Mount Lemmon    | Mount Lemmon Survey | —         | MPC                           |
| 355653     | 2008 EW68  | 11 mar 2008 | Catalina        | CSS                 | —         | MPC                           |
| 355654     | 2008 EN78  | 7 mar 2008  | Kitt Peak       | Spacewatch          | —         | MPC                           |
| 355655     | 2008 EL84  | 5 mar 2008  | Mount Lemmon    | Mount Lemmon Survey | Ursula    | MPC                           |
| 355656     | 2008 EB86  | 7 mar 2008  | Catalina        | CSS                 | —         | MPC                           |
| 355657     | 2008 EA89  | 1 abr 2003  | Kitt Peak       | L. H. Wasserman     | —         | MPC                           |
| 355658     | 2008 ES89  | 10 mar 2008 | Socorro         | LINEAR              | —         | MPC                           |
| 355659     | 2008 EY99  | 6 mar 2008  | Catalina        | CSS                 | —         | MPC                           |
| 355660     | 2008 EB110 | 7 mar 2008  | Kitt Peak       | Spacewatch          | —         | MPC                           |
| 355661     | 2008 EK111 | 8 mar 2008  | Kitt Peak       | Spacewatch          | —         | MPC                           |
| 355662     | 2008 EC114 | 8 mar 2008  | Kitt Peak       | Spacewatch          | —         | MPC                           |
| 355663     | 2008 EE114 | 8 mar 2008  | Kitt Peak       | Spacewatch          | Brangane  | MPC                           |
| 355664     | 2008 EB118 | 9 mar 2008  | Mount Lemmon    | Mount Lemmon Survey | —         | MPC                           |
| 355665     | 2008 EH122 | 9 mar 2008  | Kitt Peak       | Spacewatch          | —         | MPC                           |
| 355666     | 2008 ET122 | 9 mar 2008  | Kitt Peak       | Spacewatch          | —         | MPC                           |
| 355667     | 2008 EK127 | 10 mar 2008 | Kitt Peak       | Spacewatch          | —         | MPC                           |
| 355668     | 2008 EM129 | 11 mar 2008 | Kitt Peak       | Spacewatch          | —         | MPC                           |
| 355669     | 2008 EN130 | 11 mar 2008 | Kitt Peak       | Spacewatch          | —         | MPC                           |
| 355670     | 2008 ET131 | 11 mar 2008 | Kitt Peak       | Spacewatch          | —         | MPC                           |
| 355671     | 2008 EK132 | 11 mar 2008 | Catalina        | CSS                 | —         | MPC                           |
| 355672     | 2008 EJ137 | 11 mar 2008 | Kitt Peak       | Spacewatch          | —         | MPC                           |
| 355673     | 2008 EB139 | 11 mar 2008 | Kitt Peak       | Spacewatch          | —         | MPC                           |
| 355674     | 2008 EB150 | 6 mar 2008  | Mount Lemmon    | Mount Lemmon Survey | —         | MPC                           |
| 355675     | 2008 EY153 | 15 mar 2008 | Kitt Peak       | Spacewatch          | —         | MPC                           |
| 355676     | 2008 EA158 | 1 mar 2008  | Kitt Peak       | Spacewatch          | —         | MPC                           |
| 355677     | 2008 EJ161 | 8 mar 2008  | Kitt Peak       | Spacewatch          | —         | MPC                           |
| 355678     | 2008 EV163 | 2 mar 2008  | Catalina        | CSS                 | —         | MPC                           |
| 355679     | 2008 EW165 | 4 mar 2008  | Mount Lemmon    | Mount Lemmon Survey | —         | MPC                           |
| 355680     | 2008 EE169 | 15 mar 2008 | Mount Lemmon    | Mount Lemmon Survey | Ursula    | MPC                           |
| 355681     | 2008 FS2   | 25 mar 2008 | Kitt Peak       | Spacewatch          | —         | MPC                           |
| 355682     | 2008 FG4   | 25 mar 2008 | Kitt Peak       | Spacewatch          | —         | MPC                           |
| 355683     | 2008 FE7   | 28 mar 2008 | Andrushivka     | Andrushivka Obs.    | Brangane  | MPC                           |
| 355684     | 2008 FE10  | 26 mar 2008 | Kitt Peak       | Spacewatch          | —         | MPC                           |
| 355685     | 2008 FG11  | 26 mar 2008 | Mount Lemmon    | Mount Lemmon Survey | —         | MPC                           |
| 355686     | 2008 FH12  | 26 mar 2008 | Mount Lemmon    | Mount Lemmon Survey | Ursula    | MPC                           |
| 355687     | 2008 FB16  | 27 mar 2008 | Kitt Peak       | Spacewatch          | —         | MPC                           |
| 355688     | 2008 FV17  | 7 fev 2008  | Kitt Peak       | Spacewatch          | Ursula    | MPC                           |
| 355689     | 2008 FN19  | 27 mar 2008 | Mount Lemmon    | Mount Lemmon Survey | —         | MPC                           |
| 355690     | 2008 FR21  | 27 mar 2008 | Kitt Peak       | Spacewatch          | —         | MPC                           |
| 355691     | 2008 FT26  | 27 mar 2008 | Kitt Peak       | Spacewatch          | —         | MPC                           |
| 355692     | 2008 FU27  | 27 mar 2008 | Kitt Peak       | Spacewatch          | —         | MPC                           |
| 355693     | 2008 FM31  | 28 mar 2008 | Mount Lemmon    | Mount Lemmon Survey | Ursula    | MPC                           |
| 355694     | 2008 FD34  | 28 mar 2008 | Mount Lemmon    | Mount Lemmon Survey | —         | MPC                           |
| 355695     | 2008 FK41  | 28 mar 2008 | Kitt Peak       | Spacewatch          | Ursula    | MPC                           |
| 355696     | 2008 FP41  | 28 mar 2008 | Mount Lemmon    | Mount Lemmon Survey | —         | MPC                           |
| 355697     | 2008 FC42  | 28 mar 2008 | Mount Lemmon    | Mount Lemmon Survey | —         | MPC                           |
| 355698     | 2008 FJ44  | 1 mar 2008  | Kitt Peak       | Spacewatch          | Ursula    | MPC                           |
| 355699     | 2008 FX46  | 28 mar 2008 | Mount Lemmon    | Mount Lemmon Survey | —         | MPC                           |
| 355700     | 2008 FW50  | 28 mar 2008 | Mount Lemmon    | Mount Lemmon Survey | —         | MPC                           |

## 355701–355800
| Designação | Designação | Descoberta  | Descoberta       | Descobridor(es)       | Categoria | Mais informações / Referência |
| Permanente | Provisória | Data        | Local            | Descobridor(es)       | Categoria | Mais informações / Referência |
| ---------- | ---------- | ----------- | ---------------- | --------------------- | --------- | ----------------------------- |
| 355701     | 2008 FE58  | 28 mar 2008 | Mount Lemmon     | Mount Lemmon Survey   | —         | MPC                           |
| 355702     | 2008 FG59  | 29 mar 2008 | Mount Lemmon     | Mount Lemmon Survey   | —         | MPC                           |
| 355703     | 2008 FJ63  | 27 mar 2008 | Kitt Peak        | Spacewatch            | —         | MPC                           |
| 355704     | 2008 FW75  | 3 mar 2008  | XuYi             | PMO NEO               | —         | MPC                           |
| 355705     | 2008 FC88  | 28 mar 2008 | Mount Lemmon     | Mount Lemmon Survey   | —         | MPC                           |
| 355706     | 2008 FM88  | 28 mar 2008 | Mount Lemmon     | Mount Lemmon Survey   | —         | MPC                           |
| 355707     | 2008 FC89  | 28 mar 2008 | Mount Lemmon     | Mount Lemmon Survey   | —         | MPC                           |
| 355708     | 2008 FW93  | 29 mar 2008 | Kitt Peak        | Spacewatch            | —         | MPC                           |
| 355709     | 2008 FH104 | 30 mar 2008 | Kitt Peak        | Spacewatch            | Ursula    | MPC                           |
| 355710     | 2008 FA108 | 31 mar 2008 | Kitt Peak        | Spacewatch            | —         | MPC                           |
| 355711     | 2008 FD122 | 31 mar 2008 | Mount Lemmon     | Mount Lemmon Survey   | —         | MPC                           |
| 355712     | 2008 FL125 | 31 mar 2008 | Kitt Peak        | Spacewatch            | —         | MPC                           |
| 355713     | 2008 FY125 | 31 mar 2008 | Catalina         | CSS                   | —         | MPC                           |
| 355714     | 2008 FT127 | 26 mar 2008 | Kitt Peak        | Spacewatch            | —         | MPC                           |
| 355715     | 2008 FJ128 | 28 mar 2008 | Kitt Peak        | Spacewatch            | —         | MPC                           |
| 355716     | 2008 FQ130 | 30 mar 2008 | Catalina         | CSS                   | —         | MPC                           |
| 355717     | 2008 FJ135 | 28 fev 2008 | Kitt Peak        | Spacewatch            | —         | MPC                           |
| 355718     | 2008 FY135 | 31 mar 2008 | Catalina         | CSS                   | —         | MPC                           |
| 355719     | 2008 FK136 | 27 mar 2008 | Kitt Peak        | Spacewatch            | —         | MPC                           |
| 355720     | 2008 GG5   | 1 abr 2008  | Kitt Peak        | Spacewatch            | —         | MPC                           |
| 355721     | 2008 GT12  | 1 set 2005  | Kitt Peak        | Spacewatch            | —         | MPC                           |
| 355722     | 2008 GN23  | 1 abr 2008  | Mount Lemmon     | Mount Lemmon Survey   | Ursula    | MPC                           |
| 355723     | 2008 GN31  | 3 abr 2008  | Kitt Peak        | Spacewatch            | —         | MPC                           |
| 355724     | 2008 GX31  | 3 abr 2008  | Kitt Peak        | Spacewatch            | Brangane  | MPC                           |
| 355725     | 2008 GG35  | 3 abr 2008  | Kitt Peak        | Spacewatch            | —         | MPC                           |
| 355726     | 2008 GX52  | 5 abr 2008  | Mount Lemmon     | Mount Lemmon Survey   | —         | MPC                           |
| 355727     | 2008 GP60  | 5 abr 2008  | Catalina         | CSS                   | —         | MPC                           |
| 355728     | 2008 GT69  | 6 abr 2008  | Mount Lemmon     | Mount Lemmon Survey   | —         | MPC                           |
| 355729     | 2008 GX89  | 6 abr 2008  | Mount Lemmon     | Mount Lemmon Survey   | —         | MPC                           |
| 355730     | 2008 GK96  | 8 abr 2008  | Kitt Peak        | Spacewatch            | —         | MPC                           |
| 355731     | 2008 GR110 | 3 abr 2008  | Catalina         | CSS                   | —         | MPC                           |
| 355732     | 2008 GC111 | 3 abr 2008  | Catalina         | CSS                   | —         | MPC                           |
| 355733     | 2008 GA112 | 1 abr 2008  | Catalina         | CSS                   | —         | MPC                           |
| 355734     | 2008 GF114 | 12 fev 2008 | Mount Lemmon     | Mount Lemmon Survey   | —         | MPC                           |
| 355735     | 2008 GQ120 | 12 abr 2008 | Catalina         | CSS                   | Ursula    | MPC                           |
| 355736     | 2008 GC122 | 13 abr 2008 | Kitt Peak        | Spacewatch            | —         | MPC                           |
| 355737     | 2008 GG143 | 29 mar 2008 | Catalina         | CSS                   | —         | MPC                           |
| 355738     | 2008 GN144 | 4 abr 2008  | Catalina         | CSS                   | —         | MPC                           |
| 355739     | 2008 HU    | 24 abr 2008 | Mount Lemmon     | Mount Lemmon Survey   | —         | MPC                           |
| 355740     | 2008 HV3   | 28 abr 2008 | La Sagra         | Mallorca Obs.         | —         | MPC                           |
| 355741     | 2008 HX7   | 24 abr 2008 | Kitt Peak        | Spacewatch            | —         | MPC                           |
| 355742     | 2008 HA9   | 24 abr 2008 | Kitt Peak        | Spacewatch            | —         | MPC                           |
| 355743     | 2008 HK16  | 25 abr 2008 | Kitt Peak        | Spacewatch            | —         | MPC                           |
| 355744     | 2008 HB23  | 27 abr 2008 | Kitt Peak        | Spacewatch            | —         | MPC                           |
| 355745     | 2008 HS55  | 29 abr 2008 | Kitt Peak        | Spacewatch            | —         | MPC                           |
| 355746     | 2008 HW62  | 7 set 2004  | Kitt Peak        | Spacewatch            | —         | MPC                           |
| 355747     | 2008 HJ63  | 29 abr 2008 | Kitt Peak        | Spacewatch            | —         | MPC                           |
| 355748     | 2008 HT63  | 7 abr 2008  | Catalina         | CSS                   | —         | MPC                           |
| 355749     | 2008 HE67  | 26 abr 2008 | Kitt Peak        | Spacewatch            | —         | MPC                           |
| 355750     | 2008 HS68  | 26 abr 2008 | Kitt Peak        | Spacewatch            | —         | MPC                           |
| 355751     | 2008 JO22  | 6 mai 2008  | Siding Spring    | SSS                   | —         | MPC                           |
| 355752     | 2008 JM35  | 4 mai 2008  | Siding Spring    | SSS                   | —         | MPC                           |
| 355753     | 2008 PB18  | 13 ago 2008 | Pla D'Arguines   | R. Ferrando           | —         | MPC                           |
| 355754     | 2008 QZ15  | 21 ago 2008 | Kitt Peak        | Spacewatch            | —         | MPC                           |
| 355755     | 2008 QS24  | 29 jul 2008 | Kitt Peak        | Spacewatch            | Vesta     | MPC                           |
| 355756     | 2008 QL37  | 21 ago 2008 | Kitt Peak        | Spacewatch            | Vesta     | MPC                           |
| 355757     | 2008 QR41  | 21 ago 2008 | Kitt Peak        | Spacewatch            | Vesta     | MPC                           |
| 355758     | 2008 QM42  | 24 ago 2008 | Kitt Peak        | Spacewatch            | Vesta     | MPC                           |
| 355759     | 2008 RE    | 1 set 2008  | Hibiscus         | S. F. Hönig, N. Teamo | —         | MPC                           |
| 355760     | 2008 RQ10  | 3 set 2008  | Kitt Peak        | Spacewatch            | Vesta     | MPC                           |
| 355761     | 2008 RH11  | 3 set 2008  | Kitt Peak        | Spacewatch            | Pallas    | MPC                           |
| 355762     | 2008 RQ21  | 4 set 2008  | Kitt Peak        | Spacewatch            | Vesta     | MPC                           |
| 355763     | 2008 RS31  | 2 set 2008  | Kitt Peak        | Spacewatch            | —         | MPC                           |
| 355764     | 2008 RM33  | 2 set 2008  | Kitt Peak        | Spacewatch            | —         | MPC                           |
| 355765     | 2008 RK37  | 2 set 2008  | Kitt Peak        | Spacewatch            | Vesta     | MPC                           |
| 355766     | 2008 RR38  | 2 set 2008  | Kitt Peak        | Spacewatch            | Vesta     | MPC                           |
| 355767     | 2008 RK45  | 2 set 2008  | Kitt Peak        | Spacewatch            | —         | MPC                           |
| 355768     | 2008 RY57  | 3 set 2008  | Kitt Peak        | Spacewatch            | Vesta     | MPC                           |
| 355769     | 2008 RP62  | 4 set 2008  | Kitt Peak        | Spacewatch            | Vesta     | MPC                           |
| 355770     | 2008 RE80  | 11 set 2008 | Bergisch Gladbac | W. Bickel             | —         | MPC                           |
| 355771     | 2008 RD112 | 4 set 2008  | Kitt Peak        | Spacewatch            | —         | MPC                           |
| 355772     | 2008 RQ117 | 9 set 2008  | Kitt Peak        | Spacewatch            | —         | MPC                           |
| 355773     | 2008 RR120 | 7 set 2008  | Catalina         | CSS                   | —         | MPC                           |
| 355774     | 2008 RA122 | 3 set 2008  | Kitt Peak        | Spacewatch            | Vesta     | MPC                           |
| 355775     | 2008 RK123 | 6 set 2008  | Kitt Peak        | Spacewatch            | Vesta     | MPC                           |
| 355776     | 2008 RM123 | 20 fev 2002 | Kitt Peak        | Spacewatch            | Vesta     | MPC                           |
| 355777     | 2008 RV123 | 6 set 2008  | Mount Lemmon     | Mount Lemmon Survey   | Vesta     | MPC                           |
| 355778     | 2008 RA125 | 7 set 2008  | Mount Lemmon     | Mount Lemmon Survey   | Vesta     | MPC                           |
| 355779     | 2008 RY125 | 9 set 2008  | Mount Lemmon     | Mount Lemmon Survey   | Vesta     | MPC                           |
| 355780     | 2008 RR126 | 4 set 2008  | Kitt Peak        | Spacewatch            | Vesta     | MPC                           |
| 355781     | 2008 RZ126 | 5 set 2008  | Kitt Peak        | Spacewatch            | Vesta     | MPC                           |
| 355782     | 2008 RY127 | 6 set 2008  | Kitt Peak        | Spacewatch            | Vesta     | MPC                           |
| 355783     | 2008 RZ137 | 5 set 2008  | Kitt Peak        | Spacewatch            | —         | MPC                           |
| 355784     | 2008 RY139 | 7 set 2008  | Catalina         | CSS                   | —         | MPC                           |
| 355785     | 2008 SC25  | 19 set 2001 | Socorro          | LINEAR                | —         | MPC                           |
| 355786     | 2008 SV41  | 20 set 2008 | Mount Lemmon     | Mount Lemmon Survey   | —         | MPC                           |
| 355787     | 2008 SM43  | 20 set 2008 | Kitt Peak        | Spacewatch            | —         | MPC                           |
| 355788     | 2008 SX50  | 23 ago 2008 | Kitt Peak        | Spacewatch            | Vesta     | MPC                           |
| 355789     | 2008 SA57  | 20 set 2008 | Kitt Peak        | Spacewatch            | —         | MPC                           |
| 355790     | 2008 SZ65  | 21 set 2008 | Mount Lemmon     | Mount Lemmon Survey   | —         | MPC                           |
| 355791     | 2008 SW85  | 20 set 2008 | Kitt Peak        | Spacewatch            | Vesta     | MPC                           |
| 355792     | 2008 SN88  | 20 set 2008 | Kitt Peak        | Spacewatch            | —         | MPC                           |
| 355793     | 2008 SZ93  | 21 set 2008 | Kitt Peak        | Spacewatch            | —         | MPC                           |
| 355794     | 2008 SU105 | 21 set 2008 | Kitt Peak        | Spacewatch            | —         | MPC                           |
| 355795     | 2008 SM112 | 22 set 2008 | Kitt Peak        | Spacewatch            | —         | MPC                           |
| 355796     | 2008 SM125 | 22 set 2008 | Mount Lemmon     | Mount Lemmon Survey   | —         | MPC                           |
| 355797     | 2008 ST141 | 24 set 2008 | Catalina         | CSS                   | —         | MPC                           |
| 355798     | 2008 SH153 | 22 set 2008 | Socorro          | LINEAR                | —         | MPC                           |
| 355799     | 2008 SO159 | 24 set 2008 | Socorro          | LINEAR                | —         | MPC                           |
| 355800     | 2008 SA165 | 28 set 2008 | Socorro          | LINEAR                | —         | MPC                           |

## 355801–355900
| Designação | Designação | Descoberta  | Descoberta       | Descobridor(es)     | Categoria | Mais informações / Referência |
| Permanente | Provisória | Data        | Local            | Descobridor(es)     | Categoria | Mais informações / Referência |
| ---------- | ---------- | ----------- | ---------------- | ------------------- | --------- | ----------------------------- |
| 355801     | 2008 SY199 | 26 set 2008 | Kitt Peak        | Spacewatch          | —         | MPC                           |
| 355802     | 2008 SA242 | 29 set 2008 | Catalina         | CSS                 | —         | MPC                           |
| 355803     | 2008 SB244 | 24 set 2008 | Kitt Peak        | Spacewatch          | —         | MPC                           |
| 355804     | 2008 SF253 | 21 set 2008 | Kitt Peak        | Spacewatch          | —         | MPC                           |
| 355805     | 2008 SS253 | 22 set 2008 | Kitt Peak        | Spacewatch          | —         | MPC                           |
| 355806     | 2008 SZ259 | 23 set 2008 | Kitt Peak        | Spacewatch          | —         | MPC                           |
| 355807     | 2008 SF269 | 21 set 2008 | Kitt Peak        | Spacewatch          | —         | MPC                           |
| 355808     | 2008 SK275 | 23 set 2008 | Kitt Peak        | Spacewatch          | Vesta     | MPC                           |
| 355809     | 2008 SK277 | 24 set 2008 | Mount Lemmon     | Mount Lemmon Survey | Vesta     | MPC                           |
| 355810     | 2008 SX279 | 4 abr 2003  | Kitt Peak        | Spacewatch          | Vesta     | MPC                           |
| 355811     | 2008 SM284 | 24 set 2008 | Kitt Peak        | Spacewatch          | —         | MPC                           |
| 355812     | 2008 TE22  | 1 out 2008  | Mount Lemmon     | Mount Lemmon Survey | —         | MPC                           |
| 355813     | 2008 TZ23  | 2 out 2008  | Kitt Peak        | Spacewatch          | Vesta     | MPC                           |
| 355814     | 2008 TU37  | 1 out 2008  | Mount Lemmon     | Mount Lemmon Survey | Vesta     | MPC                           |
| 355815     | 2008 TZ45  | 1 out 2008  | Kitt Peak        | Spacewatch          | —         | MPC                           |
| 355816     | 2008 TN58  | 2 out 2008  | Kitt Peak        | Spacewatch          | Vesta     | MPC                           |
| 355817     | 2008 TU74  | 2 out 2008  | Kitt Peak        | Spacewatch          | —         | MPC                           |
| 355818     | 2008 TL76  | 2 out 2008  | Mount Lemmon     | Mount Lemmon Survey | Vesta     | MPC                           |
| 355819     | 2008 TB83  | 3 out 2008  | La Sagra         | Mallorca Obs.       | —         | MPC                           |
| 355820     | 2008 TY96  | 6 out 2008  | Kitt Peak        | Spacewatch          | Vesta     | MPC                           |
| 355821     | 2008 TK98  | 6 out 2008  | Kitt Peak        | Spacewatch          | —         | MPC                           |
| 355822     | 2008 TY106 | 3 set 2008  | Kitt Peak        | Spacewatch          | Vesta     | MPC                           |
| 355823     | 2008 TS110 | 6 out 2008  | Catalina         | CSS                 | —         | MPC                           |
| 355824     | 2008 TR115 | 6 out 2008  | Catalina         | CSS                 | —         | MPC                           |
| 355825     | 2008 TZ115 | 6 out 2008  | Mount Lemmon     | Mount Lemmon Survey | —         | MPC                           |
| 355826     | 2008 TJ127 | 8 out 2008  | Mount Lemmon     | Mount Lemmon Survey | —         | MPC                           |
| 355827     | 2008 TC157 | 10 out 2008 | Kitt Peak        | Spacewatch          | —         | MPC                           |
| 355828     | 2008 TZ162 | 1 out 2008  | Kitt Peak        | Spacewatch          | —         | MPC                           |
| 355829     | 2008 TH170 | 8 out 2008  | Kitt Peak        | Spacewatch          | —         | MPC                           |
| 355830     | 2008 TS174 | 21 mar 2002 | Kitt Peak        | Spacewatch          | Vesta     | MPC                           |
| 355831     | 2008 TJ177 | 2 out 2008  | Catalina         | CSS                 | —         | MPC                           |
| 355832     | 2008 TX183 | 3 out 2008  | Socorro          | LINEAR              | —         | MPC                           |
| 355833     | 2008 TL186 | 7 out 2008  | Catalina         | CSS                 | —         | MPC                           |
| 355834     | 2008 UY6   | 25 out 2008 | Goodricke-Pigott | R. A. Tucker        | —         | MPC                           |
| 355835     | 2008 UW9   | 17 out 2008 | Kitt Peak        | Spacewatch          | Vesta     | MPC                           |
| 355836     | 2008 UN15  | 21 set 2008 | Kitt Peak        | Spacewatch          | Vesta     | MPC                           |
| 355837     | 2008 UF33  | 20 out 2008 | Kitt Peak        | Spacewatch          | —         | MPC                           |
| 355838     | 2008 UQ42  | 20 out 2008 | Kitt Peak        | Spacewatch          | —         | MPC                           |
| 355839     | 2008 UX47  | 20 out 2008 | Kitt Peak        | Spacewatch          | —         | MPC                           |
| 355840     | 2008 UW51  | 20 out 2008 | Kitt Peak        | Spacewatch          | —         | MPC                           |
| 355841     | 2008 UW52  | 24 set 2008 | Mount Lemmon     | Mount Lemmon Survey | —         | MPC                           |
| 355842     | 2008 UU55  | 21 out 2008 | Kitt Peak        | Spacewatch          | Vesta     | MPC                           |
| 355843     | 2008 UD90  | 25 out 2008 | Dauban           | F. Kugel            | —         | MPC                           |
| 355844     | 2008 UJ91  | 27 out 2008 | Socorro          | LINEAR              | —         | MPC                           |
| 355845     | 2008 US98  | 7 set 2008  | Catalina         | CSS                 | —         | MPC                           |
| 355846     | 2008 UH103 | 23 set 2008 | Kitt Peak        | Spacewatch          | —         | MPC                           |
| 355847     | 2008 UH104 | 20 out 2008 | Mount Lemmon     | Mount Lemmon Survey | —         | MPC                           |
| 355848     | 2008 UW108 | 21 out 2008 | Kitt Peak        | Spacewatch          | —         | MPC                           |
| 355849     | 2008 UM109 | 24 ago 2008 | Kitt Peak        | Spacewatch          | Vesta     | MPC                           |
| 355850     | 2008 UR131 | 23 out 2008 | Kitt Peak        | Spacewatch          | —         | MPC                           |
| 355851     | 2008 UK151 | 23 out 2008 | Kitt Peak        | Spacewatch          | —         | MPC                           |
| 355852     | 2008 UB157 | 23 out 2008 | Mount Lemmon     | Mount Lemmon Survey | Mitidika  | MPC                           |
| 355853     | 2008 UH159 | 23 out 2008 | Mount Lemmon     | Mount Lemmon Survey | —         | MPC                           |
| 355854     | 2008 UM182 | 24 out 2008 | Mount Lemmon     | Mount Lemmon Survey | —         | MPC                           |
| 355855     | 2008 UY198 | 27 out 2008 | Socorro          | LINEAR              | —         | MPC                           |
| 355856     | 2008 UQ224 | 25 out 2008 | Kitt Peak        | Spacewatch          | —         | MPC                           |
| 355857     | 2008 UT230 | 26 out 2008 | Kitt Peak        | Spacewatch          | Vesta     | MPC                           |
| 355858     | 2008 UD245 | 26 out 2008 | Kitt Peak        | Spacewatch          | —         | MPC                           |
| 355859     | 2008 UN248 | 26 out 2008 | Kitt Peak        | Spacewatch          | —         | MPC                           |
| 355860     | 2008 UR254 | 27 out 2008 | Kitt Peak        | Spacewatch          | Mitidika  | MPC                           |
| 355861     | 2008 UQ258 | 27 out 2008 | Kitt Peak        | Spacewatch          | —         | MPC                           |
| 355862     | 2008 UK272 | 28 out 2008 | Kitt Peak        | Spacewatch          | —         | MPC                           |
| 355863     | 2008 UD273 | 29 set 2008 | Mount Lemmon     | Mount Lemmon Survey | —         | MPC                           |
| 355864     | 2008 UT290 | 28 out 2008 | Kitt Peak        | Spacewatch          | —         | MPC                           |
| 355865     | 2008 UA291 | 28 out 2008 | Kitt Peak        | Spacewatch          | —         | MPC                           |
| 355866     | 2008 UY308 | 30 out 2008 | Kitt Peak        | Spacewatch          | —         | MPC                           |
| 355867     | 2008 UM312 | 30 out 2008 | Kitt Peak        | Spacewatch          | —         | MPC                           |
| 355868     | 2008 UO316 | 30 out 2008 | Kitt Peak        | Spacewatch          | —         | MPC                           |
| 355869     | 2008 UW329 | 31 out 2008 | Kitt Peak        | Spacewatch          | —         | MPC                           |
| 355870     | 2008 US353 | 20 out 2008 | Kitt Peak        | Spacewatch          | —         | MPC                           |
| 355871     | 2008 UU354 | 27 out 2008 | Mount Lemmon     | Mount Lemmon Survey | Mitidika  | MPC                           |
| 355872     | 2008 UW361 | 10 out 2008 | Mount Lemmon     | Mount Lemmon Survey | —         | MPC                           |
| 355873     | 2008 VK2   | 2 nov 2008  | Socorro          | LINEAR              | —         | MPC                           |
| 355874     | 2008 VY23  | 1 nov 2008  | Kitt Peak        | Spacewatch          | —         | MPC                           |
| 355875     | 2008 VU24  | 1 nov 2008  | Kitt Peak        | Spacewatch          | —         | MPC                           |
| 355876     | 2008 VK25  | 2 nov 2008  | Kitt Peak        | Spacewatch          | —         | MPC                           |
| 355877     | 2008 VM28  | 2 nov 2008  | Catalina         | CSS                 | —         | MPC                           |
| 355878     | 2008 VH32  | 2 nov 2008  | Mount Lemmon     | Mount Lemmon Survey | —         | MPC                           |
| 355879     | 2008 VR39  | 2 nov 2008  | Kitt Peak        | Spacewatch          | —         | MPC                           |
| 355880     | 2008 VO41  | 23 set 2008 | Catalina         | CSS                 | —         | MPC                           |
| 355881     | 2008 VD51  | 4 nov 2008  | Kitt Peak        | Spacewatch          | —         | MPC                           |
| 355882     | 2008 VP66  | 3 nov 2008  | Catalina         | CSS                 | —         | MPC                           |
| 355883     | 2008 VU71  | 8 nov 2008  | Mount Lemmon     | Mount Lemmon Survey | Mitidika  | MPC                           |
| 355884     | 2008 VJ74  | 7 nov 2008  | Kitt Peak        | Spacewatch          | —         | MPC                           |
| 355885     | 2008 WG4   | 17 nov 2008 | Kitt Peak        | Spacewatch          | —         | MPC                           |
| 355886     | 2008 WW4   | 17 nov 2008 | Kitt Peak        | Spacewatch          | —         | MPC                           |
| 355887     | 2008 WL11  | 18 nov 2008 | Catalina         | CSS                 | —         | MPC                           |
| 355888     | 2008 WB42  | 31 out 2008 | Kitt Peak        | Spacewatch          | —         | MPC                           |
| 355889     | 2008 WK43  | 17 nov 2008 | Kitt Peak        | Spacewatch          | —         | MPC                           |
| 355890     | 2008 WD46  | 17 nov 2008 | Kitt Peak        | Spacewatch          | —         | MPC                           |
| 355891     | 2008 WE46  | 17 nov 2008 | Kitt Peak        | Spacewatch          | —         | MPC                           |
| 355892     | 2008 WL46  | 17 nov 2008 | Kitt Peak        | Spacewatch          | —         | MPC                           |
| 355893     | 2008 WB48  | 6 nov 2008  | Mount Lemmon     | Mount Lemmon Survey | —         | MPC                           |
| 355894     | 2008 WA50  | 27 set 2008 | Mount Lemmon     | Mount Lemmon Survey | —         | MPC                           |
| 355895     | 2008 WB50  | 18 nov 2008 | Kitt Peak        | Spacewatch          | —         | MPC                           |
| 355896     | 2008 WH50  | 18 nov 2008 | Kitt Peak        | Spacewatch          | —         | MPC                           |
| 355897     | 2008 WW61  | 22 nov 2008 | La Sagra         | Mallorca Obs.       | —         | MPC                           |
| 355898     | 2008 WT66  | 18 nov 2008 | Kitt Peak        | Spacewatch          | —         | MPC                           |
| 355899     | 2008 WR67  | 18 nov 2008 | Kitt Peak        | Spacewatch          | Mitidika  | MPC                           |
| 355900     | 2008 WQ68  | 18 nov 2008 | Kitt Peak        | Spacewatch          | —         | MPC                           |

## 355901–356000
| Designação | Designação | Descoberta  | Descoberta       | Descobridor(es)     | Categoria | Mais informações / Referência |
| Permanente | Provisória | Data        | Local            | Descobridor(es)     | Categoria | Mais informações / Referência |
| ---------- | ---------- | ----------- | ---------------- | ------------------- | --------- | ----------------------------- |
| 355901     | 2008 WN72  | 19 nov 2008 | Mount Lemmon     | Mount Lemmon Survey | Mitidika  | MPC                           |
| 355902     | 2008 WO73  | 19 nov 2008 | Mount Lemmon     | Mount Lemmon Survey | —         | MPC                           |
| 355903     | 2008 WS90  | 23 nov 2008 | La Sagra         | Mallorca Obs.       | —         | MPC                           |
| 355904     | 2008 WY102 | 27 nov 2008 | La Sagra         | Mallorca Obs.       | —         | MPC                           |
| 355905     | 2008 WA104 | 30 nov 2008 | Catalina         | CSS                 | —         | MPC                           |
| 355906     | 2008 WB113 | 30 nov 2008 | Kitt Peak        | Spacewatch          | —         | MPC                           |
| 355907     | 2008 WQ120 | 22 nov 2008 | Kitt Peak        | Spacewatch          | —         | MPC                           |
| 355908     | 2008 XE12  | 2 dez 2008  | Mount Lemmon     | Mount Lemmon Survey | —         | MPC                           |
| 355909     | 2008 XV20  | 1 dez 2008  | Kitt Peak        | Spacewatch          | —         | MPC                           |
| 355910     | 2008 XQ33  | 2 dez 2008  | Kitt Peak        | Spacewatch          | —         | MPC                           |
| 355911     | 2008 XM35  | 2 dez 2008  | Kitt Peak        | Spacewatch          | —         | MPC                           |
| 355912     | 2008 XF43  | 3 nov 2004  | Palomar          | NEAT                | —         | MPC                           |
| 355913     | 2008 XW44  | 3 dez 2008  | Catalina         | CSS                 | —         | MPC                           |
| 355914     | 2008 XR48  | 4 dez 2008  | Kitt Peak        | Spacewatch          | —         | MPC                           |
| 355915     | 2008 XQ49  | 3 dez 2008  | Mount Lemmon     | Mount Lemmon Survey | —         | MPC                           |
| 355916     | 2008 YL1   | 20 dez 2008 | La Sagra         | Mallorca Obs.       | —         | MPC                           |
| 355917     | 2008 YT2   | 21 dez 2008 | Mayhill          | A. Lowe             | —         | MPC                           |
| 355918     | 2008 YF5   | 20 nov 2008 | Kitt Peak        | Spacewatch          | —         | MPC                           |
| 355919     | 2008 YD13  | 21 dez 2008 | Kitt Peak        | Spacewatch          | —         | MPC                           |
| 355920     | 2008 YQ13  | 21 dez 2008 | Mount Lemmon     | Mount Lemmon Survey | —         | MPC                           |
| 355921     | 2008 YC15  | 30 nov 2008 | Kitt Peak        | Spacewatch          | —         | MPC                           |
| 355922     | 2008 YU20  | 21 dez 2008 | Mount Lemmon     | Mount Lemmon Survey | —         | MPC                           |
| 355923     | 2008 YN25  | 24 dez 2008 | Piszkéstető      | K. Sárneczky        | —         | MPC                           |
| 355924     | 2008 YS29  | 29 dez 2008 | Tzec Maun        | F. Tozzi            | —         | MPC                           |
| 355925     | 2008 YA38  | 27 dez 2008 | Bergisch Gladbac | W. Bickel           | —         | MPC                           |
| 355926     | 2008 YN42  | 29 dez 2008 | Kitt Peak        | Spacewatch          | —         | MPC                           |
| 355927     | 2008 YN46  | 29 dez 2008 | Mount Lemmon     | Mount Lemmon Survey | —         | MPC                           |
| 355928     | 2008 YO47  | 24 mar 2006 | Kitt Peak        | Spacewatch          | —         | MPC                           |
| 355929     | 2008 YP48  | 29 dez 2008 | Mount Lemmon     | Mount Lemmon Survey | —         | MPC                           |
| 355930     | 2008 YX48  | 29 dez 2008 | Mount Lemmon     | Mount Lemmon Survey | Mitidika  | MPC                           |
| 355931     | 2008 YU49  | 29 dez 2008 | Mount Lemmon     | Mount Lemmon Survey | —         | MPC                           |
| 355932     | 2008 YU51  | 29 dez 2008 | Mount Lemmon     | Mount Lemmon Survey | —         | MPC                           |
| 355933     | 2008 YC55  | 29 dez 2008 | Mount Lemmon     | Mount Lemmon Survey | —         | MPC                           |
| 355934     | 2008 YT56  | 11 nov 2004 | Kitt Peak        | Spacewatch          | —         | MPC                           |
| 355935     | 2008 YV58  | 30 dez 2008 | Kitt Peak        | Spacewatch          | Mitidika  | MPC                           |
| 355936     | 2008 YV70  | 5 mai 2006  | Anderson Mesa    | LONEOS              | —         | MPC                           |
| 355937     | 2008 YU71  | 30 dez 2008 | Kitt Peak        | Spacewatch          | —         | MPC                           |
| 355938     | 2008 YJ74  | 30 dez 2008 | Kitt Peak        | Spacewatch          | —         | MPC                           |
| 355939     | 2008 YJ78  | 30 dez 2008 | Mount Lemmon     | Mount Lemmon Survey | —         | MPC                           |
| 355940     | 2008 YG79  | 30 dez 2008 | Mount Lemmon     | Mount Lemmon Survey | —         | MPC                           |
| 355941     | 2008 YG88  | 29 dez 2008 | Kitt Peak        | Spacewatch          | —         | MPC                           |
| 355942     | 2008 YM93  | 29 dez 2008 | Kitt Peak        | Spacewatch          | —         | MPC                           |
| 355943     | 2008 YQ99  | 29 dez 2008 | Kitt Peak        | Spacewatch          | —         | MPC                           |
| 355944     | 2008 YD103 | 29 dez 2008 | Kitt Peak        | Spacewatch          | —         | MPC                           |
| 355945     | 2008 YY104 | 29 dez 2008 | Kitt Peak        | Spacewatch          | —         | MPC                           |
| 355946     | 2008 YU106 | 29 dez 2008 | Kitt Peak        | Spacewatch          | Mitidika  | MPC                           |
| 355947     | 2008 YW107 | 29 dez 2008 | Kitt Peak        | Spacewatch          | —         | MPC                           |
| 355948     | 2008 YX115 | 29 dez 2008 | Kitt Peak        | Spacewatch          | —         | MPC                           |
| 355949     | 2008 YQ125 | 30 dez 2008 | Kitt Peak        | Spacewatch          | —         | MPC                           |
| 355950     | 2008 YZ125 | 30 dez 2008 | Kitt Peak        | Spacewatch          | —         | MPC                           |
| 355951     | 2008 YD126 | 30 dez 2008 | Kitt Peak        | Spacewatch          | —         | MPC                           |
| 355952     | 2008 YW126 | 30 dez 2008 | Kitt Peak        | Spacewatch          | —         | MPC                           |
| 355953     | 2008 YO127 | 30 dez 2008 | Kitt Peak        | Spacewatch          | —         | MPC                           |
| 355954     | 2008 YW128 | 31 dez 2008 | Kitt Peak        | Spacewatch          | —         | MPC                           |
| 355955     | 2008 YQ141 | 30 dez 2008 | Kitt Peak        | Spacewatch          | —         | MPC                           |
| 355956     | 2008 YZ144 | 30 dez 2008 | Kitt Peak        | Spacewatch          | —         | MPC                           |
| 355957     | 2008 YB149 | 31 dez 2008 | Kitt Peak        | Spacewatch          | —         | MPC                           |
| 355958     | 2008 YO149 | 21 dez 2008 | Mount Lemmon     | Mount Lemmon Survey | —         | MPC                           |
| 355959     | 2008 YO152 | 29 dez 2008 | Mount Lemmon     | Mount Lemmon Survey | —         | MPC                           |
| 355960     | 2008 YR153 | 21 dez 2008 | Mount Lemmon     | Mount Lemmon Survey | —         | MPC                           |
| 355961     | 2008 YP155 | 22 dez 2008 | Kitt Peak        | Spacewatch          | —         | MPC                           |
| 355962     | 2008 YT155 | 22 dez 2008 | Kitt Peak        | Spacewatch          | —         | MPC                           |
| 355963     | 2008 YR157 | 29 dez 2008 | Kitt Peak        | Spacewatch          | —         | MPC                           |
| 355964     | 2008 YO164 | 29 dez 2008 | Mount Lemmon     | Mount Lemmon Survey | —         | MPC                           |
| 355965     | 2008 YJ167 | 21 dez 2008 | Socorro          | LINEAR              | —         | MPC                           |
| 355966     | 2008 YP167 | 21 dez 2008 | Catalina         | CSS                 | —         | MPC                           |
| 355967     | 2008 YH172 | 31 dez 2008 | Kitt Peak        | Spacewatch          | —         | MPC                           |
| 355968     | 2009 AF1   | 8 nov 2008  | Mount Lemmon     | Mount Lemmon Survey | —         | MPC                           |
| 355969     | 2009 AA5   | 14 nov 1999 | Socorro          | LINEAR              | —         | MPC                           |
| 355970     | 2009 AQ8   | 24 out 2008 | Mount Lemmon     | Mount Lemmon Survey | —         | MPC                           |
| 355971     | 2009 AN13  | 2 jan 2009  | Mount Lemmon     | Mount Lemmon Survey | —         | MPC                           |
| 355972     | 2009 AB17  | 2 jan 2009  | Mount Lemmon     | Mount Lemmon Survey | —         | MPC                           |
| 355973     | 2009 AR19  | 2 jan 2009  | Mount Lemmon     | Mount Lemmon Survey | —         | MPC                           |
| 355974     | 2009 AD20  | 2 jan 2009  | Mount Lemmon     | Mount Lemmon Survey | —         | MPC                           |
| 355975     | 2009 AH22  | 3 jan 2009  | Kitt Peak        | Spacewatch          | Mitidika  | MPC                           |
| 355976     | 2009 AM24  | 3 jan 2009  | Kitt Peak        | Spacewatch          | —         | MPC                           |
| 355977     | 2009 AG27  | 22 dez 2008 | Kitt Peak        | Spacewatch          | —         | MPC                           |
| 355978     | 2009 AA28  | 2 jan 2009  | Mount Lemmon     | Mount Lemmon Survey | —         | MPC                           |
| 355979     | 2009 AH28  | 8 jan 2009  | Kitt Peak        | Spacewatch          | Mitidika  | MPC                           |
| 355980     | 2009 AA39  | 15 jan 2009 | Kitt Peak        | Spacewatch          | —         | MPC                           |
| 355981     | 2009 AF39  | 22 dez 2008 | Mount Lemmon     | Mount Lemmon Survey | —         | MPC                           |
| 355982     | 2009 AW42  | 2 jan 2009  | Mount Lemmon     | Mount Lemmon Survey | —         | MPC                           |
| 355983     | 2009 AT43  | 2 jan 2009  | Mount Lemmon     | Mount Lemmon Survey | —         | MPC                           |
| 355984     | 2009 AM44  | 3 jan 2009  | Mount Lemmon     | Mount Lemmon Survey | —         | MPC                           |
| 355985     | 2009 AV44  | 8 jan 2009  | Kitt Peak        | Spacewatch          | —         | MPC                           |
| 355986     | 2009 AL47  | 2 jan 2009  | Mount Lemmon     | Mount Lemmon Survey | —         | MPC                           |
| 355987     | 2009 AC50  | 3 jan 2009  | Mount Lemmon     | Mount Lemmon Survey | —         | MPC                           |
| 355988     | 2009 AJ50  | 3 jan 2009  | Kitt Peak        | Spacewatch          | —         | MPC                           |
| 355989     | 2009 BX4   | 26 out 2008 | Mount Lemmon     | Mount Lemmon Survey | —         | MPC                           |
| 355990     | 2009 BG7   | 14 set 2007 | Mount Lemmon     | Mount Lemmon Survey | —         | MPC                           |
| 355991     | 2009 BX7   | 21 jan 2009 | Mayhill          | A. Lowe             | —         | MPC                           |
| 355992     | 2009 BW10  | 25 jan 2009 | Mayhill          | A. Lowe             | —         | MPC                           |
| 355993     | 2009 BW11  | 20 jan 2009 | Socorro          | LINEAR              | —         | MPC                           |
| 355994     | 2009 BL14  | 29 jan 2009 | Mayhill          | A. Lowe             | —         | MPC                           |
| 355995     | 2009 BL17  | 17 jan 2009 | Mount Lemmon     | Mount Lemmon Survey | —         | MPC                           |
| 355996     | 2009 BE25  | 13 jan 2005 | Kitt Peak        | Spacewatch          | —         | MPC                           |
| 355997     | 2009 BQ26  | 16 jan 2009 | Kitt Peak        | Spacewatch          | —         | MPC                           |
| 355998     | 2009 BS50  | 16 jan 2009 | Mount Lemmon     | Mount Lemmon Survey | Mitidika  | MPC                           |
| 355999     | 2009 BA51  | 16 jan 2009 | Mount Lemmon     | Mount Lemmon Survey | —         | MPC                           |
| 356000     | 2009 BO55  | 30 dez 2008 | Mount Lemmon     | Mount Lemmon Survey | —         | MPC                           |